# 魔進戦隊キラメイジャー
『魔進戦隊キラメイジャー』（マシンセンタイキラメイジャー）は、2020年3月8日から2021年2月28日まで、テレビ朝日系列で毎週日曜9時30分 - 10時（JST）に全45話が放送された、東映制作の特撮テレビドラマ、および作中で主人公たちが変身するヒーローの名称。
キャッチコピーは「キラメこうぜ!!」。

## 概要

### 新型コロナウイルスの影響
2020年初頭より、日本国内でも深刻化の一途をたどった新型コロナウイルスの感染拡大を受け、本作品でも番組制作や関連する展開において様々な影響が発生した。
緊急事態宣言が発令された時は第12話の撮影中であり、あと2，3日を残して後述のように小宮の感染が発覚したことから撮影が中止したという。多くのメインスタッフが濃厚接触者認定されたが、緊急事態宣言の発令と小宮の陽性反応がほぼ同時期であったことから、多くのことが一斉にストップしたといい、塚田もまだ助かったほうとしている。2か月の撮影中断後は、ソーシャルディスタンスや密を考慮して台本を変更して再開された。人物が接近して会話するカットは、宣言前に撮影されたもので、宣言後の撮影では台本上では為朝たちのセリフもあったが密になることから、充瑠と博多南に為朝たちのセリフを振り替えて撮影された。
2020年3月31日のテレビ朝日定例社長会見で、充瑠 / レッド役の小宮璃央が2019新型コロナウイルスに感染していることが発表された。撮影は小宮が体調不良を訴えた3月27日から中断されたが、5月中旬放送分までの撮影は終えているためにすぐオンエアに支障が出るということはないと説明された。東映東京撮影所は小宮が陽性との報告を受け、3月30日夜から3月31日朝まで一時封鎖して使用スタジオの消毒作業を行ったが、これは誤報で一切封鎖はしていなかったと後日公表された。小宮は4月9日に退院したが、新型インフルエンザ等対策特別措置法に基づく緊急事態宣言が政府より発令された影響も加わり、撮影スケジュールに変更が生じたことを受け、5月17日以降に予定されていた新作の放送を延期。6月21日に再開されるまでの5週分については総集編などの代替放送で対応した（#放送日程節も参照）。撮影体制のソーシャルディスタンスについては仮面ライダーゼロワン#ソーシャルディスタンスも参照。
この他、本作品のスポンサーも務める東京ドームシティでも、感染拡大に伴い2020年2月29日より全施設の臨時休業を実施。このため3月20日よりシアターGロッソにて開催予定であった「魔進戦隊キラメイジャーショー シリーズ第1弾」も含め、2020年7月一杯までのヒーローショーの公演が見送られた。この他、前作『騎士竜戦隊リュウソウジャー』の3月1日放送分より既に実施されていた番組スポンサーの一時的な自粛が、本作品でも引き続き実施される運びとなった。
2021年1月7日に再発令された、東京都を始めとする1都3県を対象とした緊急事態宣言や、新型コロナウイルスの感染拡大状況を受ける形で、本作品のメインキャストも出演予定であったイベント「超英雄祭 KAMEN RIDER × SUPER SENTAI LIVE ＆ SHOW 2021」（同年2月9日・10日開催予定）も、公演中止が同年1月15日に発表された。

## ストーリー
闇の帝国ヨドンヘイムは美しい星を次々と侵略していた。美しい宝石の国であるクリスタリアも侵略され、クリスタリアの姫マブシーナとクリスタリアに伝わるキラメイストーンは地球へと逃亡。ヨドンヘイムに対抗するために4人のキラメイジャーをスカウトし、残りの1人を探していた。
しかし、最後の1人を見つける前にヨドン軍の邪面獣が地球に出現。そこに最後の1人として選ばれた熱田 充瑠は、絵に集中するあまり戦いの邪魔になってしまい、4人の反感を買ってしまう。落ち込んでいた充瑠だったが、マブシーナとレッドキラメイストーンに自分の想像力を認められ、戦うことを決意。キラメイレッドに変身し、さらにキラメイストーンをキラメイ魔進へと変化させた。5人はキラメイ魔進を駆使して邪面獣を撃破したのだった。

## 登場人物

### 魔進戦隊キラメイジャー
地球に侵攻したヨドン軍に対抗する戦士として、キラメイストーンと共鳴した5人の地球人。キラメイジャーの力の源となるキラメンタルにあふれている。充瑠 / レッド以外の4人は、テレビシリーズの前日譚にあたる『エピソードZERO』にて、戦士として選ばれた過程が描かれている。
メンバーの姓はそれぞれのキャラクターの特性を示す文字が入った地名・駅名から、名は特性と関連がある人物に由来する。メンバー間では変身に関係なく常時本名で呼び合う。
名乗り口上は「キラッと参上！カラッと解決！魔進戦隊キラメイジャー！」で、従来のシリーズのように一列に並んでそれぞれがポーズを取るのではなく、組体操のような名乗りになっている。シルバーが参加してからは、セクシーポーズを5人の手前でしているが、エピソード19の魔進バージョンでは通常のポーズを披露。
個々のパーソナルカラーの隊員服を着用する。男性は長ズボンと黒い靴で女性はショートパンツと白い靴。ケープの左胸にはCARATのマークがある。なお宝路のみブラウスはオレンジでケープも5人のものより長めになっている。
- 変身ポーズで最後に前に出す右手の形でキャラクターを表現している[23]。
- 名乗りポーズは組み技やバレエのリフトを取り入れている[24][22]。『烈車戦隊トッキュウジャー』のような変わった名乗りをしたいという要望から、普通に横並びをするのではなく、『トッキュウジャー』でも縦並びをしていたため、組体操の組み技のように立体的に見せるものとなった[25]。
- 当初はレッド以外の初期メンバーの4人はセレブという設定で、『サンダーバード』の国際救助隊のような趣味がお金持ちの慈善事業でやっているゴージャスなスーパー戦隊という案や、『花より男子』の牧野つくしとF4をイメージしたコンセプトとしていた[出典 2]。

熱田 充瑠（）
絵を描くことが大好きな17→18歳の光ヶ峰高等学校に通う高校生。10月6日生まれ、身長180cm。主に変身前は他のメンバーは「さん」「くん」付けで呼んでいるが、変身後は全員呼び捨てにしている。
何かを閃いた際に「ひらめキーング！」という決め台詞を叫ぶ。イメージを膨らませて絵を描き始めると、周囲のことも目に入らず、周囲の声も聞こえなくなるほど没頭して一心不乱にスケッチブックに描く。類稀なる豊かな想像力の持ち主で、その想像力をレッドキラメイストーンに買われキラメイジャー最後の5人目として選ばれる。また、キラメイジャーになってからは強力なキラメンタルでイメージを現実化してスケッチブックに描いた絵を実体化する特殊能力を持ち、魔進やキラメイバスターなどを作り出した。
チームに加入後、レッドキラメイストーンと魂を共鳴させた者がリーダーとなるクリスタリアの掟により、リーダーに任命された。しかし、控えめな性格を仲間から指摘されてリーダーとしての素質に疑問を持たれるも、素直でまっすぐな性格や5人全員のいいところを見つけて輝ける方向へ導いていくという天性や鋭い洞察力、誰に対しても偏見を持たない態度が次第に認められるようになる。
- 名前の由来はイギリスの物理学者でエネルギーの単位にもなっている「ジュール」から。
- 絵を描くという設定は、作品のテーマとして想像力に人間の可能性が秘められているということを打ち出すために取り入れられた。また、一見何も持っていなさそうな普通の高校生で、妄想力が持ち味であるが特別な能力を持っているわけではなく、ヘタレだが絵を描くことがただ好きという主人公とすることで、子供の視聴者に最も近い共感しやすい人物としている。メインライターの荒川稔久は、当初はもっと根暗なキャラとすることも想定していたが、演じる小宮璃央の人物像を反映し、みんなを真ん中でまとめていく嫌悪感を抱かせない可愛らしいキャラクターとなった。充瑠は「未熟な感じに見えるが、実はキラキラしているように見える」というオーソドックスなレッドとは違い、「まだ何も持っていないがこれから輝く高校生」という本来はミドレンジャーのようなポジションがセンターのために、オーディションでは難航すると思っていたが、1次オーディションで、小宮を見た段階で良かったために選んだという。塚田は小宮は大きなインパクトは最初からはなかったが、突飛なことを急に言ったりするなど充瑠に近いものを感じ、可愛らしいルックスでイケていたため、こういう充瑠もアリだと思って決めたという。「ひらめキーング！」というセリフは台本では当初「なんかきた！」と書かれていたが、『仮面ライダーフォーゼ』の「宇宙キター！」に酷似しており、ピンとこなかったことから現在のものに変更となった。
- 塚田は充瑠の存在を『花より男子』の牧野つくしと喩えており、一見すると何も持たず、オドオドしているがヘタレではなく、何か芯を持っており、なおかつすごいひらめきを持ってチームを救い、他の4人も充瑠とのやり取りを通じてキラキラ輝いていくという特別な存在で、それらを小宮がルックスを含めて体現してくれたと語っている。当初はエッジの利いたドラマを生むためにレッドのみド貧乏というものであったが、他の4人から貧乏をイジられながら頑張るという話になるのが辛いと思ったためなくなった。その後、企画の初期段階にあった引きこもりでオタクっぽいレッドでコミュ障のような側面もあるがオタクのような知識もあることから、4人に徐々に馴染んでいくという様を描こうとしたが、ヘタレたところとピリッとしたところの配分が改善されて現在の形となった。また、塚田はどんなふうにレッドがキラキラしているかという部分として、想像力や発想力がすごいものとしており、これによって話も組み立てやすく、他のメンバーを活かせるレッドにできそうであったとしている。メイン監督の山口は、『エピソードZERO』では充瑠は高校生活をほぼ過ごすのみであったが、小宮が当時は新人であったことからスーパー戦隊の世界観に入ると特殊なシーンしかないことから、非日常に徐々に慣らすためのいい入りであったとしている。
- 「ひらめキーング！」のポーズは小宮自身が考えたもの。変身ポーズで最後に前に出す右手の形もそれをイメージしている。第36話のMCバトルは小宮がラップが好きだったため、取り入れられた。

キラメイレッド
熱田充瑠が変身する創造の戦士。決め台詞は「ひらめきスパークリング！」。
ピンチでも怯まない勇気と尽きることのないアメイジングな発想で仲間を引っ張るキラメイジャーのリーダー。キラメイソードとキラメイショットの両手持ちをよく用いる。
- 当初はゴーグル下のライン中央が上がっていたが、V字のゴーグルにしたいという塚田の提案から現在の形となった。
- アクションは木や壁を使った「ジャンピング」と呼ばれる弾むような感じを出すアクションを入れ、伊藤が得意なアクロバットの軽業をやりながら無邪気に戦い、熱くなりながらも少年ぽさを残すような感じで、少年のようなアドリブをアクションの間に入れている。また、キャラクターの個性付けを行うために、銃と剣の両方を持つものとなった。名乗りは弾けるなどを意味する「スパークリング」という名乗り口上であることから、バク宙を入れている。

ゴーキラメイレッド
キラメイレッドがキラフルゴーアローでキラフルチェンジ（変身）したパワーアップ形態。

射水 為朝（）
eスポーツ界No.1プレイヤー。10月31日生まれの21→22歳。身長175cm。eスポーツチームSPARK OF BULLET（スパーク・オブ・バレット）のリーダーで、シューティングゲーム部門では賞金ランキングで1位の座に君臨するほどだが、充瑠は彼のことを知らなかった。充瑠や小夜から「タメくん」と呼ばれている。
彼の活躍を見たイエローキラメイストーンは心を射抜かれたと感じ、3人目に選ばれる。
6人のメンバーの中でも貴重なツッコミ役で、「うぉい！」とツッコむ。ぶっきらぼうで物事をはっきりと言うタイプだが、根は優しく仲間思い。ゲームは1日1時間しかしていない。
加入当初、充瑠が瀬奈に提案した代役ンを戦闘に向かわせることを非難するなど、充瑠のことをあまりよく思っていなかったが、その後充瑠の思いを理解し、リーダーと認めるようになった。
幼少のころはかなりのお爺ちゃん子だった。だが祖父が自分の欲しかったゲームソフトとは別のゲームソフトを買ってしまい、思わず「大嫌い」と投げかけてしまったその日の夜に祖父が心筋梗塞を起こして、そのまま帰らぬ人となってしまう。そのため、祖父と同じ性格のショベローの行動には共感を示しており、彼を傷つけるようなことは好まない。
- 名前の由来は弓矢の名手だった武将「源為朝」から。
- エピソード34の時雨との話は、木原と水石自身が提案したものである。
- eスポーツプレイヤーという設定は、武器に銃（キラメイショット）が存在することから銃の使い手と位置づけられ、それにふさわしいジャンルかつ現代的な要素として選ばれた。レッドが従来のキャラクターと違うため、リーダーの役割をちゃんと果たす存在として設定された。メインライターの荒川は為朝を『帰ってきたウルトラマン』の郷秀樹に対する岸田隊員の立場としているが、嫌なヤツとして登場していたという対立関係を苦手としていたことから、そうならないように第5話では充瑠のことを認めることとなった。為朝は『デカレンジャー』で言えば、レッドのような熱血漢だが、主人公のような打ち出しの魅力を木原に感じたため、選んだという。当初はレッドに選ぼうと思っていたが、未完成のキャラクターであった充瑠ではなく、分かりやすくキラキラしている為朝や時雨として並べてスタートを切った方がいいと思い、原石感の強い小宮が充瑠、カッコいいサブリーダーの為朝が木原という感じとなった。
- 木原は役のイメージとして、『ウルトラマンダイナ』のアスカ・シンなど自身が観てきた特撮のヒーロー像を参考にしている。
- 変身ポーズで最後に前に出す右手の形は為朝がeスポーツプレイヤーのため、射撃をするような形にしている。

キラメイイエロー
射水為朝が変身する射撃に優れる戦士。決め台詞は「導きシューティング！」。キラメイショットの射撃テクニックとブレイクダンスのようなアクロバティックで華麗な動きのトリッキーな攻撃を得意とする。また、頭脳明晰で状況を俯瞰して的確に分析・判断し、それを踏まえて作戦を立案するサブリーダーのようなポジション役を務める。
- マスクの額の石はショベルカーのスコップのようになっている。
- キラメイイエローのスーツアクターを務める蔦宗は、戦闘中にウィンドミルなどブレイクダンスの動きを採り入れている。アクションはeスポーツ選手でもあることから、ゲームの技のような様々な撃ち方をし、銃撃をメインとしながらも持ち前の身体能力を活かして小技を重視した器用な感じのアクロバティックな動きを取り入れた立ち回りを意識している。名乗りはコントローラーを持ってゲームをしている動きで、近年のコントローラーのような動きとなっている。エピソード6では木原が好きなB'zの松本孝弘のポーズをしている。

ゴーキラメイイエロー
キラメイイエローがキラフルゴーアローでキラフルチェンジしたパワーアップ形態。

速見 瀬奈（）
1998年7月7日生まれの21→22歳。千葉県出身、身長158cm、血液型はO型。
実業団の陸上チームに参加する、女子100メートル走の日本記録を持つ女子陸上界のスーパースター。彼女の走りを見たグリーンキラメイストーンによりキラメイジャー最初のメンバーとして選ばれる。
陸上とキラメイジャーを両立することに悩んでいたが、充瑠のアイデアで代役ンを戦いに出向かせ、競技終了と同時に自身も出向くことで解決した。
表向きは明朗快活で好奇心旺盛な性格で、猪突猛進で天才肌なタイプだが、慎重な判断をその裏では欠かさないでいる。また、仲間を思う気持ちも強い。
かつては競技かるたの名手であり、持ち前の直観力とスピードを活かした素早い札取りで「音速のプリンセス」の異名をとっていたが、友人の村雨真木埜とはライバル関係にあり、札を取るのは速かったもののお手つきが多く、そこを攻めてきた真木埜には勝てなかったため、次第に競技から遠ざかっていき、陸上選手へと転向した。現在も競技かるたの実力は衰えておらず、ヒャクニンイッシュ邪面との勝負には圧勝している。
- 名前の由来はF1ドライバー「アイルトン・セナ」から。当初は「アイル」という名前であったが、「る」で終わる名前が多かったため、現在の名前となった。
- 陸上選手という設定は、スピードスターが必要であるという発想からで、これを類例の少ない女子に割り振っている。人物像も従来のレッドに多い明るくて突っ走る性格となっている。最初にヨドン軍の出現した場所に駆け付け、声を最初に掛けるように意識的にシナリオを作ったという。百人一首の設定は、演じる新條由芽がかるた経験者であることから取り入れられた。また、エピソード24では特技のピアノ（キーボード）も披露している。新條には、明るく突っ走る瀬奈をモノに出来るかと測っていた中で、抜群の笑顔の可愛さがあったためと、キリッとした顔も良かったため、選んだという。塚田は新條は瀬奈でも小夜でもイケると思っていたが、本人の性格をキャラが引っ張ることも充分にあり得ると思ったため、明るく突っ走るほうにしたという。
- エピソード37は同話の監督を務めた田﨑竜太が過去に担当した『電磁戦隊メガレンジャー』第17話のセルフパロディのようなものを狙い、同様のセリフも入っていたが、流れ的に違うと指摘されたことからセリフのみなくなった。
- エピソード16での宝路と一緒に映るシーンでは、宝路を演じる庄司と瀬奈を演じる新條との身長差が30cmもあることから、同じ画角に入らなかったため、新條が台に乗って撮影するものもあったという。第37話の5分割の瀬奈は『インサイド・ヘッド』を参考にしている。エピソードFINALのエピローグでは自分の気持ちを整理したイメージでポニーテールを解いている。
- エピソード27のラストシーンにインサートされた花は他の5人のパーソナルカラーの花を緑色の葉が包み込むようにという発注であったが、青い花はないため後処理で紫色を青色に変更しており、銀の花もないため白い花となった。
- 競技のスポンサー企業はかつて獣拳戦隊ゲキレンジャーのサポートもしていたスポーツ用品メーカースクラッチ社であり、両作品のプロデューサーであった塚田の発案で取り入れられた小ネタであり、マスター・シャーフーのストラップが自転車に付いている。また、裏設定でスクラッチの社員として働いているというものがあり、第41話の5人の瀬奈の中の1人であるデキるOLはそこから来ている。

キラメイグリーン
速見瀬奈が変身するスピードに優れる戦士。決め台詞は「突撃ライトニング！」。スプリンターの脚力を用いた高速移動を活かした戦い方が得意。ただし早すぎて急に止まれないこともある。
- マスクは少し勢いのある女の子のため、ゴーグル両端を少し跳ね上げて女の子のような感じではなく、少しヒロイックな形状となった。両側面の黒いディテールはガルウィングドアをイメージしている。
- アクションは、速さが特徴であるが、過去のシリーズのスピードを得意とする戦士たちとの描写の差別化から、その場から動かない板付きではない立ち回りをしており、走りながら逆手持ちで戦っている。ただし、ゴーキラメイジャーへの強化もあることから、最初から速く設定するのではなく、やや抑え気味にしている。外に手首を向けた立ち姿や親指を立てた手の握り方などは新條の動きを取り入れている。最終話の素面での名乗りはスーツの素材が滑るものであったため、滑り止めのシートを仕込んでいる。

ゴーキラメイグリーン
キラメイグリーンがキラフルゴーアローでキラフルチェンジしたパワーアップ形態。

押切 時雨（）
人気と実力を兼ね備えたイケメンアクション俳優。クールでストイックだが、頭脳明晰で文武両道のマルチプレイヤーでもあり、自分の理想を追い、たゆまぬ鍛錬によって剣の腕を磨き続けているため、驕ることはない。4月6日生まれの24→25歳。身長181cm。多くの時代劇に出演しており、その優れた剣さばきを見たブルーキラメイストーンにより2人目に選ばれる。
「男のやせ我慢」を美学としており、どんなに過酷な状況であっても人前では決してクールな表情を崩さず、他人に弱みを見せようとしなかったが、マンリキ邪面との一件で仲間たちに自分の弱さをさらけ出すことができるようになった。
理想とする自分以外を周囲に見せたがらず、クールを装おうとしているが、抜けた一面もあり、少々ナルシスト気質で、それらの要素がプライベートでは逆に滑稽に見えてしまう。「女心には鋭い」と自称しているが、イマイチ女心に疎いのが玉に瑕で、本人にも自覚がなく魔進たちに非難されていたが、自ら「よく気が付く男」と称するように、洞察力に優れている。
エピソードFINALのエピローグではほかのメンバーが髪型を変え私服で登場しているが、時雨のみ、キラメイジャーを好きすぎる気持ちの表れから元の隊員服と髪型のままであった。
- 名前の由来は北欧神話で聖剣グラムを使う大英雄「シグルズ」から。充瑠同様、「る」で終わる名前であったことから、「しぐれ」という読み方にする案もあったが、「しぐる」がスタッフに浸透していたため、変更しないこととなった。
- アクション俳優という設定は、武器に剣（キラメイソード）が存在することから剣の使い手と位置づけられ、それにふさわしい職業として選ばれた。時雨が細かい遊びどころを担うキャラのため、スター性があり芝居が上手かったことから水石を選んだという。また、水石の特技であった殺陣をそのまま時雨の特技として作中で活かすものとなった。脚本の荒川も水石本人がいい意味で思っていた印象と違い、エッセンスとして少し残念なイケメンっぽさを取り入れたという。
- 水石は、ストイックで冷静沈着な剣士という設定で、序盤は硬派で刀を使っていたことから、自身が尊敬していた高倉健をイメージしており、『エピソードZERO』では「令和の高倉健」をイメージして予定通りのクールで堅物の時雨を見せて、第1・2話で少し変な様子を思わせつつ、時雨メイン回のエピソード3以降は「クールではなくクールでいたいやつ」と決めて何をやっても大丈夫なように演じている。プロデューサーの塚田はエピソード3は異色作として作ったわけではなく、本作品が基本的にコメディテイストではあるがカッコいいところもあるエピソード群を揃え、笑えるエピソードに毎回なればいいとは思っていたが、同話で結果的にぶっ飛んだ回に仕上がり、時雨の方向性が決まったことで、その一端を担ったというのは予想外であったという。時雨のストイックな部分は『クウガ』の文芸チームであった村山桂の生真面目な部分のエッジをギャグ方向に立てたものが反映されている。また、心が通った人とのエピソードや過去のエピソードなどがない理由として、APの瀧島は時雨のキャラクターが面白くなったため、現在の時雨を掘り下げることを優先したという。
- エピソード15の壁ドンは水石の提案によるものである。エピソード23の「ザンネンなギーク」は特徴的な語尾であったことから『裸の大将』をイメージして演じている。エピソード29のハコブーの心を開くために行った剣技や漫才、歌などは当初、飛行形態のハコブーの上に乗って耐えたり、崖にぶら下がって海に転落しないようにするというものであったが、撮影時間や予算の関係から俳優としての時雨の能力を生かすものに変更となった。同話で時雨が飛ぶ背景は、春の桜の小夜、夏はヒマワリの為朝と瀬奈、秋は紅葉の充瑠、冬は雪の銀世界の宝路、と四季を構成しており、最後は時雨自身の時計に降る雨となっている。第34話のビリヤードは一部は実際に水石がやっている。

キラメイブルー
押切時雨が変身する剣術に優れる戦士。決め台詞は「切っ先アンストッパブル！」。剣道五段の腕前と時代劇仕込みの殺陣を活かしたキラメイソードを用いた剣術を応用した戦いを得意とする。
- マスクの額の石は後ろに伸びるようなデザインで飛行機のキャノピーのようなディテールを混ぜている。
- レッドとグリーンも剣を使うため、その差別化として、時雨がアクション時代劇俳優という設定や、「切っ先アンストッパブル」という名乗りから、軽めの剣捌きではなく、時代劇調のドシッとした板付きの重い侍のようなアクションを意識している。ただし、時代劇俳優ではなくアクション俳優であることから、そうではない手を要所要所に入れている。また、前作のリュウソウブラックが片手で剣を持っていたことから、本作品では両手で剣を持っている。名乗りは武器を使わないことを統一していたため、手で刀を表現し、時代劇であることから正座から始まっている。第23話のリュックとバンダナは竹内の提案によるものである。

ゴーキラメイブルー
キラメイブルーがキラフルゴーアローでキラフルチェンジしたパワーアップ形態。

大治 小夜（）
医師免許を海外で取得し、若くして「奇跡の手」と称され、数々の難手術を成功させ、マスコミでも美人過ぎる女医として有名な凄腕の外科医。3月4日生まれの23→24歳。身長165cm。幼少のころから習っていた合気道が得意。
彼女の手さばきを見たピンクキラメイストーンにより4人目に選ばれる。為朝や瀬奈から「小夜姉」と呼ばれている。楽天的な性格で、物事を「エモい」か「エモくないか」で判断する。プレッシャーにも強く、生命を軽視する敵に対しては激しく怒りをぶつける。
幼少のころは泣き虫だったが、5歳の時に工事中に土管に取り残され生き埋めになりかけた合気道の道場で飼っていた犬のコテツを、自分の身を顧みず助け出したことをきっかけに、現在のような強さを身につけて医師を志していったことが、かつて通っていた合気道の大文字道場の師範である大文字鉄夫の口から語られている。そのころから「無理」「絶体絶命」という言葉を嫌う。ただし、本人はそのことに触れられると、笑顔で静かに怒りをにじませ、触れた相手に背負い投げで制裁を加える。
ドラムが趣味で、お医者さんバンド「医志團」をプライベートで組んで活動している。
- 名前の由来は"白衣の天使"ナイチンゲールにちなんで、同名の鳥の和名「小夜啼鳥」から。
- 医師という設定は、ヒーリングからの連想で合気道により敵の力を受け流すという描写を行うため取り入れられた。落ち着いた雰囲気だがホンワカしており、変な癖がある医者という設定となった。
- 小夜の人物像は、従来のピンクとは異なる男勝りかつ不思議な面のある独特なものとされた。脚本の荒川は『デカレンジャー』のジャスミンのように小さいころから天才で、それゆえに周りから浮いていたと思われるため、とりあえず変なことを言って、自然に周りを和ませて距離を縮めるという術を身に着けた結果、面白い癖のあるセリフを言うキャラとなったという。第24話のドラムは、元々工藤の特技であったもので、バンド回となったのは工藤の提案が元となっている。工藤は以前に特撮を経験しているため、新鮮味がないというウイークポイントがあったが、その点を加味しても良かったこととコメディエンヌとしての才能を感じたため、選んだという。
- 明るく元気な瀬奈との対比から、スピーディーな医師としての動きとは対照的に、「大人っぽさ」を出すため、ゆったりと余裕を感じさせる動きや、深く相手に語りかける話し方を心がけているという。工藤が放送当時、ラジオで共演していた加藤浩次から大人の余裕の出し方として、視線や目線の送り方などの仕草を気を付けた方がいいというアドバイスをもらったという。オープニングなどの女医の部分は『ドクターX〜外科医・大門未知子〜』の米倉涼子を参考にしている。第10話では女子ではあるが、イケメン枠であると工藤自身が思ったため、それ以降は敵を前にして構えた際にはカッコ良さを意識して演じている。
- 変身ポーズで最後に前に出す右手の形は小夜が外科医であることから、しなやかな形にしている。
- 主役回となったエピソード6は役者名が「美桜」であり、放送日が4月であったことから、桜を狙って撮っているが、2月に撮影したため桜は造花であり、土手の枯草も後処理で緑色に着色している。

キラメイピンク
大治小夜が変身する気武術に優れる戦士。決め台詞は「手さばきインクレディブル！」。合気道を用いた体術と射撃が得意。
- マスクの額の石は癒し系のキャラクターであることからハートの形を模している。マスク側面のゴーグル横から顎先にかけての緩いカーブのラインは垂れ下がったヘリコプターのローターで生み出している。ヘリコプターのような小さなドアを耳のような部分に付けている。
- アクションは医者であることから積極的に殴り掛かるのではなく、銃撃と合気道、マーシャルアーツの組み技を組み合わせた『ジョン・ウィック』の人を殺さない場合のガンフーのようなものとなっている。映像で分かりやすく合気道を見せるために組み伏せて撃つなどの動きをしている。名乗りは「手さばきインクレディブル」という口上から手でドクターと手さばきの部分を表現し、アクション監督の福沢の提案で後ろを向いて振り返る動きを加えている。スーツアクターの下園（158cm）はグリーンのスーツアクターの五味よりも身長が低いため厚底を10cmほど入れている。また、工藤の長身を生かすため、極力低い姿勢を取らないようにしている。

ゴーキラメイピンク
キラメイピンクがキラフルゴーアローでキラフルチェンジしたパワーアップ形態。

クリスタリア 宝路（）
オラディンが書き記した手帳を頼りに、地球にあるお宝の石を探しているトレジャーハンターの青年。3月21日生まれの49歳。身長185cm。クリスタリアの王子であり、マブシーナの義兄で、博多南無鈴の2歳年上の実兄（にいに）。小夜から「ターさん」と呼ばれている。体内のキラメイストーンのアンチエイジング効果によって老化を防ぎ容姿は三十数年前の姿を保っているため、若々しい青年に見えるが中身は全く平成を知らないバリバリの昭和世代。口癖は「ワンダー」で、また昭和ネタが言葉の端々に出る。マブシーナとは体内のキラメイストーンを通じてテレパシーで言葉を伝えることができる。
30数年前の高校生のときに、強い石を探して地球に訪れたオラディン王は宝路の父親と出会い宝路も同行するが、ホワイトデーの前日に行われた石の発掘作業中に掘り当てたモンストーンが体内に侵入する事故が起こったため、クリスタリアに緊急搬送されて、モンストーンの悪影響を押さえ込むためにシルバーキラメイストーンを体内に埋め込まれることで一命を取りとめ、そのままクリスタリアに残ってオラディン王の養子となる。その後、マブシーナには優しいお兄様であったが、ヨドン軍侵攻の少し前に王の手帳を手に入れたころから態度が一変しお宝至上主義となり、ヨドン軍侵攻時もクリスタリアにいなかった。しかし、充瑠には「お宝探しは義務だからやっているだけで、本心では人助けが好き」だと見られている。
かつて叔父のガルザに「お前は一人で全てできる。そのほうがお前は輝く」と言われて以来、助け合いを拒んできたが、充瑠たちと関わる中で、ガルザの言葉が自分を陥れるための計略だったと気付き、助け合いの大切さを実感するようになる。
求めてきたお宝であるカナエマストーンを入手した後、充瑠たちに自身がお宝のカナエマストーンを探し求める目的が、ストーンを4つ集めて大いなる闇の呪いにより消滅する運命にあるマブシーナを救うためであることを明かす。マブシーナの呪いが解けた後も、「クリスタリアを再興する」という新たな願いのため、カナエマストーン探しを続ける。
ヨドン皇帝を倒した後はマブシーナとともにクリスタリアの復興に力を尽くす。
- オーディションの時点では、宝路という役は決まっておらず、庄司の顔立ちや背格好に引っ張られてキャラクターが決まっていたものであるという。
- 出演はほかの5人と同時に決まっており、後に合流した形となった。
- 庄司は当初は充瑠候補の1人で、小宮同様、フレッシュで大学生のようにキラキラして高校生の役も出来ると思っていたが、小宮がレッドのコンセプトに合っていたため、何色にも染まっておらず、見栄えが分かりやすい長身の庄司をシルバーに選んだという。演じる庄司浩平は、当初は「ワンダー」などの語に違和感を覚え手探りで演じていたが、次第に使い所がわかるようになり、「ワンダー」や「シャイニング」をアドリブで積極的に入れるまでになった。
- 高校時代の制服は、『高速戦隊ターボレンジャー』の都立武蔵野学園高校の制服と同様のもの。
- キャラクターのイメージは『マイティ・ソー』や『アベンジャーズ』、『インディ・ジョーンズ』。オラディンと関わりがあるという設定のため、年は取っていない博多南の兄ということとなった。博多南より年上という部分が優位性が圧倒的にあることから、破綻したところがどこかにないとただのすごい人になってしまうため、人との調和がイマイチであったり、「ワンダー」をいろんな言葉にいちいちつける人となった。第14話の前半まではプレイボーイまではいかないが、キザなキャラクターという設定であった。昭和ネタは実年齢が49歳であることを表現するために入れたものであるが、庄司が昭和歌謡が好きであったことは偶然の一致であったという。
- エピソード12の小夜を背負子で背負うシーンは実際に庄司が工藤を背負っている。

キラメイシルバー
クリスタリア宝路が変身する戦士。決め台詞は「貫きシャイニング！」。キラメイストーンの影響によって人間離れした怪力とシャイニーブレイカーを用いた攻撃を得意とする。約30年前から活動している。エピソード18ではガルザによって圧縮したジャメンタルを胸に撃ち込まれて、体内の邪悪モンストーンが活性化し、邪悪シルバーにヨドンチェンジしてしまうがカナエマストーン・デストリアの力でモンストーンが破壊され、復活する。
キラメイスーツには右脚にオラディン王の手帳を収納するキラメイシルバーポーチを装備している。
- デザインはギガントドリラーと並行して進められていたため、大小3つのキラメイストーンのドリルが頭部に付いており、前に額の宝石パーツが伸びることで前髪のように見えるようになっている。最初からトレジャーハンターの設定は決まっていたため、ゴーグルの意匠を額に加えている。初期の5人とは異なり、目の黒いシールドの下のラインは連なる山をイメージしている。ボディの意匠は他の5人と共通だが、ドリジャンに使用されているオレンジを差し色で使用することでリングを境とした腕のセパレート部分でメインカラーのシルバーと色を変えている。
- アクションは当初はパワー系であったことからパワー重視な動きを意識し、キラメイシルバーのスーツアクターを務める高田が好きなジャン＝クロード・ヴァン・ダムを意識しており、開脚や蹴りを入れている。名乗りもヴァン・ダムのキックのポーズを取り入れている。

シャイニングキラメイストーン
キラメイシルバー自身が強力なキラメンタルによって宝石変身でキラメイストーンそのものにワンダーチェンジ（変化）した姿。変化時には視界を増幅したキラメンタルから守るため、自らマスクの額にあるオーバーゴーグルを下げて装着する。ドリジャンと合体可能。

### CARAT
博多南が設立した私設の対ヨドンヘイム防衛組織。「CARAT（）」は「CREATIVE AND RADICAL AMBITIOUS TEAMの略。
本部作戦室はココナッツタワーのシークレットエリアにあり、ヨドン反応を最新鋭の監視システムでキャッチする。エリア内には本部作戦室やキラメイベース、シミュレーションルーム、博多南のプライベート研究室などの各種専門施設が存在する。
博多南 無鈴（）
CARATの代表兼ココナッツベイの経営者でキラメイジャーのアイテム開発の指揮者。47歳。キラメイジャーを技術面・経済面で支援し、CARATの作戦室から状況の分析や情報の伝達を担う。小夜から「ハーさん」と呼ばれている。宝路や、シャイニーキラメイチェンジャーのもととなるアイテムを開発したエンジニア兼研究者の父とともにオラディンとは古くからの友達でもあり、オラディンの調査を学生のころから手伝っていた。クリスタリアがヨドンヘイムに侵略された際には逃げてきたマブシーナを救出しており、父と同様にエンジニア兼研究者となってキラメイジャーの装備を整えて、ヨドン軍の侵攻に備えていた。
エピソード30で宝路はキラフルゴーアローでキラメイチェンジした7人目の戦士キラメイゴールドになろうとしているのではとイメージしたが、本人にその意思はなく、充瑠たちのサポートのみに集中していた。ただし、オラディンからはそのサポート能力と気づかいができる性格から真の戦士として認められていた。
- 姓の由来は「博士」キャラなので「博」を入れ、名はノーベル賞で有名な「ノーベル」から「無（ノー）＋鈴（ベル）」。「止め」のポジションで、メンバーを基地でサポートする博士的な要素の設定だったが、とにかく明るくしたいと思っていたため、「クリエイティブ」と「明るさ」がある古坂をオファーしたという。
- 古坂自身のキャラクターに似ている部分はあるが、ギャップをつけるために、司令官であることから、重さだけではなく軽さも見せるため、しゃべりのキーに気をつかっている。また台本上では、時雨のボケなどは処理していないが、ボソッと「あいつヘンだな」や「お前どうした」などと言うと、コントではツッコミになるため、ポロッとツッコミのワードを言うようにしている。宝路を「にいに」と呼ぶのは、古坂の2歳の娘が親戚のお姉さんを「ねえね」と呼んでいるのをモチーフとしている。
- 衣装はスタイリストが毎回手作りしたものとなっている。ココナッツタワーのセットには、パイナップルとアップルのペンがあったり、PPAPを模した標語が貼られている。

### クリスタリア

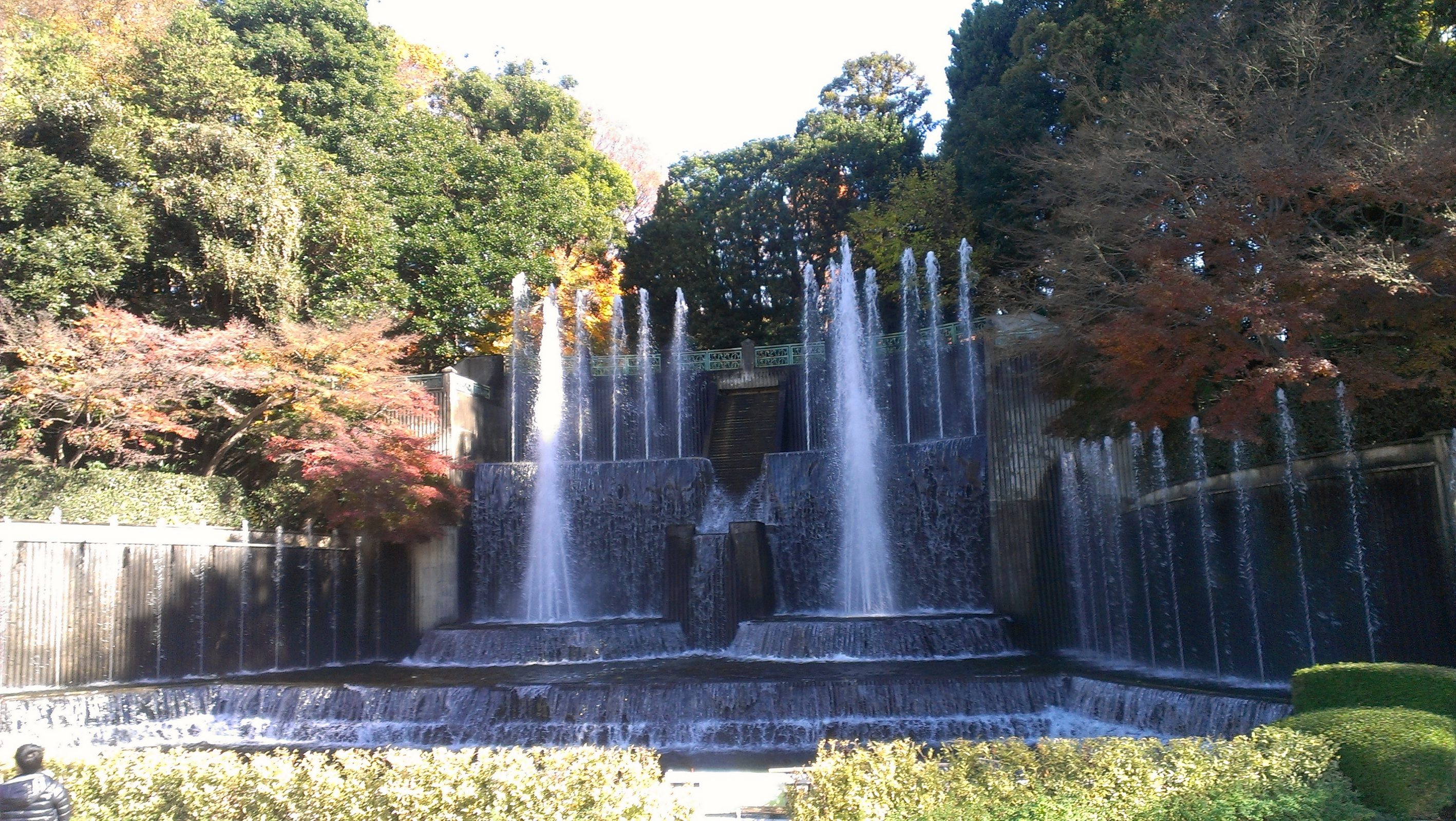
クリスタリアの外観として、合成前素材の撮影に使用された川口市立グリーンセンターの広場前大噴水

宇宙の彼方にある美しき宝石の国。切り出し、磨き、積み上げた石によって様々な恩恵を受けることで発展し、様々なものを王家の者が持つイメージの力で生み出すことで、高度な文明を築き上げたが、ヨドン軍の襲撃によって陥落し、その美しい国土が滅ぼされた。この国に住む人は、身体が鉱石でできており、笑うと鈴のような音が聞こえるという特徴を有する。マブシーナはこれについて「地球人の副交感神経にあたる器官が振動して鳴るので止められない」と説明している。
ヨドン軍との戦いが終わった後、4つのカナエマストーンの力で甦り、マブシーナが新たな女王となった。
- モチーフが鉱石で硬い顔であり、邪面師や邪面獣など仮面をつけた軍団が敵のため、仮面に見えないような顔づくりとなっている[出典 29]。ただし、実際には仮面であることからモチーフをアクセサリーとして部分的に宝石の塊に異素材を配置して、目鼻立ちが分かりやすく仮面ではないものとなった[94][95]。

マブシーナ
クリスタリアの姫。
ヨドンヘイムに侵略されるも何も立ち向かえず、オラディンに託された5つのキラメイストーンと共に博多南がいる地球に逃げ延びた。その後、ヨドンヘイムに対抗するためにキラメイストーンと共鳴する5人のキラメイジャーを捜し出した。
小夜から「シーナちゃん」と呼ばれている。どんな人でも柔らかい物腰の態度をとり、真面目で世間知らずな性格ゆえに、キラメイジャーたちを振り回すこともある。日本茶はクリスタリアで酒と似た成分の飲み物（メロロフモフモ）であり、飲むと酔っ払い周りに甚大な被害を及ぼす。
義兄の宝路とは昔は仲が良かったが、お宝至上主義者となった彼がクリスタリアへのヨドン軍侵攻の折も不在だったことから、「お宝のせいでダメになった」と批判的になる。しかし、宝路のテレパシーに密かに応えるなど、徐々に態度を軟化させていく。
エピソード21では、マバユイネ王妃と同様にヨドンヘイムの紋章が右目の瞳に現れるなど、宝路が危惧していた呪いが発動。その影響で倒れるものの、アクアキラメイストーンの浄化によって助かる。第39話でキシンジーセ（地球での成人式に当たる）を迎えてからは宝石の輝きを増す光を体から発することが出来るようになる。
ヨドン軍との戦いが終わった後はクリスタリアの女王に即位し、宝路とともに復興に尽力する。
- デザインモチーフは民を照らす光の姫であることから太陽となり、各所に日輪の光が広がる放射状のディテールを施している。宝石だけの顔であると、顔の造作が分からなくなるため、明確に異世界を感じさせる象牙をイメージした素材でできた地球上にはないアクセサリーのイメージで金属部分を加えて顔立ちを表現している。髪は細い宝石が硬く線維化したものとして、宝石の色の根元、それが伸びた毛先となっている。オラディン同様、胸元から宝石を見せていることで全身が宝石であることを表現している。
- 当初は『特捜戦隊デカレンジャー』のドギー・クルーガーのような司令官の立ち位置で、姫という設定ではなかった。
- 第23話のステージ衣装はマブシーナ役の水瀬いのりが演じた『キラキラ☆プリキュアアラモード』のキュアパルフェを意識したものである。これは監督の竹本が一番好きなプリキュアが『キラキラ☆プリキュアアラモード』であり、最後のポーズも「ボナペティ」になっている。
- マブシーナのスーツアクターを務める野川は『天空の城ラピュタ』のシータや『風の谷のナウシカ』のナウシカ、ディズニーのお姫様など自分が知っているお姫様を全部混ぜたイメージで考えていた。演出側からは14歳くらいのイメージで考えられていたといい、幼いが毅然とした部分もあると言われたため、野川がやっていたバレリーナのイメージで姿勢を保つことで、お姫様のような動きを表現している。『エピソードZERO』時点では宝路の設定が決まっていなかったため、同作品では意識していなかったという。

オラディン
クリスタリアの王。「結果がオールライト！」が口癖。弟のガルザに裏切られ、ヨドンヘイムのクリスタリア侵略を許してしまう。その際にマブシーナに5つのキラメイストーンを託し、地球に向かうように伝える。ヨドン軍と交戦して敗北、瀕死したことがガルザから告げられた。
充瑠のキラメンタルの源であるないものを想像して絵に描いた現実にないものを実体化する力＝イメージする力は、クリスタリアではオラディン王のみが持つ力とされる。そのためか充瑠は夢の中で度々オラディンと会うこととなり、時空を超えて充瑠と共鳴し、彼と同じ言葉を発する。
かつて淀みの海の魔女ヌマージョを妻のマバユイネと共に討伐した際に呪いをかけられており、その呪いは本人ではなく最愛の妻へと降りかかり身体が砂となって消滅してしまった。
博多南や宝路、その父とは過去に石の調査をしに地球を訪れた際に知り合い、親交を深めていた。
後にスカイキラメイストーンに転生（後述）したが、ロードガルザの力によって肉体が一時的に甦る。ヨドン軍との戦いが終わってからはキラメイストーンの姿に戻っている。
- デザインモチーフは国を統べる王であることから平和を感じさせる虹。ただし、虹色はクリスタリア人のデザイン法則で使えないことから、頭部や肩についている装飾物で虹の形をイメージしており、地球とは文化が違うクリスタリアのため、王冠は地球のものとはかけ離れた形状となっている。ボディは造形ではなく衣裳で表現するため、腕や足をギリシャ神話のグラディエーターサンダルのような意匠にして、宝石を隙間から見せることで、クリスタリア人は顔ではなく全身が宝石というのをアピールしている。
- エピソード29の石化した状態は、ハン・ソロのようなイメージで、オラディンのスーツを石板の前に立たせ、合成処理で石にしている。
- オラディン役の杉田は高いテンションのクラブの経営者で、人望はあるものの反発するものが多そうというイメージ通りのキャラクターであったといい、口調は話を意図的に聞かず、声の大きさを上げている。
- オラディンのスーツアクターを務める藤田は、演じるうえでのイメージソースとして北欧神話のオーディン、マイティ・ソーや『恐竜戦隊ジュウレンジャー』のヤマト国王、『僕のヒーローアカデミア』のオールマイトを挙げている。

スカイキラメイストーン
死後、転生しようとしていたがヨドン皇帝に阻まれ石板に魂を閉じ込められていた。しかし、充瑠により転生に成功、その魂はミラクルストーンに転移させ、スカイキラメイストーンとなった。

マバユイネ
クリスタリアの王妃で、マブシーナの母。キラメンタルを一箇所に集めてレーザーの如く射出する力を持ち、戦闘力は高いが、家族に関しては超心配性。オラディン王の受けた呪いにより、7日後に身体が砂となって消滅した。だが、他の石に魂を移す秘術によりヘッドドレスの守り石に魂を移していた。第23話でそのことが判明し一度目覚めるが、マブシーナの成長を見届けた後に再び眠りにつく。ヨドン軍との戦いが終わった後に再び目覚め、女王となったマブシーナを夫と共に祝福した。なお、夫と同様に本来の肉体を喪ったことを意に介していない。
- 太陽をモチーフとしたマブシーナ、虹をモチーフとしたオラディンに続いて、雨をモチーフとしており、雨雲をモジャモジャの髪の毛、雨だれのイメージを冠のディテールで表現している。
- 当初は王妃という設定はなく、荒川のイメージであった「マブシーナを溺愛している」という要素を取り入れつつ練っていき、オラディンの妻のため、普通のか弱い感じではないものとなった。第23話は『グッバイ、レーニン!』を参考にしている。
- 「あなたたち」を「あーたたち」と言うなど、ところどころにマダムのようなアクが強い節回しがあり、マバユイネ役の桑島はデヴィ・スカルノを想定しており、現場でもそのような感じだと言われたという。

## キラメイジャーの装備および戦力
一部のアイテムは博多南とCARATによって、クリスタリアのオーバーテクノロジーを研究し、キラメイストーンの力を応用したものが開発されている。

### 共通装備
キラメイスーツ
キラメイジャー専用の強化戦闘服。膨大なキラメンタルが使用者の体からほとばしり、眩い輝きを放ちながら瞬時に結晶化されて粒子状の宝石で構成されたキラメイスーツが体にスパーク装着される。
変身時には背中側の道路からチェストストーンが走ってきて左胸で止まる。レッド・イエロー・グリーン・シルバーは白線が破線、ブルーとピンクは白線が直線になっている。
フレキシブルな柔軟性と圧倒的な硬度を併せ持ち、体内のキラメンタルを胸のチェストストーンで全身反射させ、身体機能を常人の約16倍まで上げる。キラメイスーツの全体に施されたミニストーンが、エレメント攻撃や敵の光線を屈折させ、最小限にダメージを抑える。2,000度を越える極度な温度下や150キロ以上の地下深くでも活動可能で、救助や探索に適している。
- 悪の色を連想させる紫や黒はパーソナルカラーに使用せず、車要素である上半身にたすき掛けした車の道路のみとなった。車に見立てた宝石をその上に配置したデザインとなり、また、従来は腕と足には少し黒を入れて締めていたが、本作品では黒ではなくパーソナルカラーということとなった。前作『リュウソウジャー』が上腕に肘下と手首にリングが付いていたが、その差別化として肘下のリングを二の腕上に持ってきて、ロングスリーブを半袖シャツの下に重ね着したようなイメージにすることで、色味や素材感の切り替えも行っている。キラキラした部分として二の腕と腕の手首のリングの間に従来では使用されてこなかったラメ生地を入れてデザインされ、車要素と宝石ディテールのハイブリッドのバランスを高めていったものとなった。手足のリングにも線ではなく、キラメイチェンジャーの魔法陣のマークが乗っている。レッド・イエロー・グリーンは車のため白線が道路をイメージして破線、ブルーとピンクは航空機のため滑走路や飛行機雲をイメージして直線となっている。バックルとベルトはシートベルトをモチーフとしている。
- マスクは車感の意匠としてそれぞれの魔進と同様の形状のヘッドライトとなり、レッドとグリーンは丸い形状、イエローは重機の四角いヘッドライトとなっている。従来の車戦隊はタイヤがマスクの側面に付いていたが、それらとの差別化として本作品ではドアの意匠を側面に持ってきている。両側面の黒いディテールは車の窓をイメージしている。レッド・イエロー・グリーンはゴーグル下のラインが下がっているが、ブルーとピンクは属性の違いを表すために下のライン中央を逆に上げている。

キラメイビジョン
キラメイスーツのビジョンゴーグルに内蔵された機能で、水中などの状況を望遠によって分析や拡大を行う。

### 初期メンバーの共通装備
キラメイチェンジャー
左腕につけているキラメイジャー専用の変身アイテム。タイヤ型のスマートウォッチであり、ホーム画面に示された4種のアプリケーションをタップし、側面のエンタータイヤを回転させることで、キラメイチェンジや魔進召喚、武器や技の発現、通信ができる。
- 子どもの憧れるものとして、近年普及されてきたスマートウォッチからブレスということとなり、車戦隊ということを打ち出すため、平面で見せるデザインを意識した余計なディテールが何ひとつないタイヤホイールをモチーフとしたザ・タイヤというブレスとなった。初期設定であった魔法要素として魔法陣が天面にあり、魔法感としてタッチパネルということとなった。

変身アプリ キラメイGO
「キラメイGO！」のボイスと共に赤いマスクのアイコンをタップしパーソナルカラーの魔法陣が描かれ、「キ・ラ・メーイ！」のカウントダウンと共に「キラメイチェンジ」のコールでエンタータイヤを回転させることで変身機能が起動し、「キラメこうぜ！」の音声と共にキラメイスーツがスパーク装着されチェンジが完了する。エンタータイヤをもう一度回すことで変身が解除される。
通信アプリ キラメコーリング
吹き出し型の通信アイコンをタップし「キラメコーリング！」のボイスと共にエンタータイヤを回すことで相手と通信したり、大容量データや解析データの送受信も可能。外部からの通信の場合は、エンタータイヤを回す。キラフルゴーアローを呼ぶことも可能。
魔進アプリ マッシーン
「魔進〇〇（パートナーとなるキラメイ魔進）！」のボイスと共に車の発進アイコンをタップし、エンタータイヤを回すことでそれぞれのキラメイ魔進を変形、出動させることができる。
技アプリ キラメイジ
タップすることでキラメイショットやキラメイソードを召喚する。各巨神への魔進合体の発令時はキラメイジアイコンをダブルタップしエンタータイヤを回す。合体時の掛け声は「魔進合体！」「完成、○○（ロボ名）！」。

キラメイソード
レッド、グリーン、ブルーが使用するロングソード。ブルーダイヤが使用された半透明の鋭く研ぎ澄まされたブレード部分は自在に硬いダイヤをカッティングすることが可能。ツバ部分の青いボタンを1回押すことで「キラメイシールド！」の音声と共に、キラメイシールドを発現。防御のみならず攻撃にも使える攻防一体の武器で、近接戦闘で威力を発揮する。「キラメイチャージ！」のアナウンスと共にボタンを2回押し、「チェックメイジ！」の音声と共にブレードに矢印ゲージに沿ってエネルギーを集め、眩い斬撃波を放つ。ブルーが釣り竿もしくは鞭のように使用したこともある。
- 元々は使用者のチームを陸と空に分けて考えられていたことから、飛行機のようなデザイン要素が入っていたが、魔進にのみ飛行機の要素を絞るということとなり、乗り物の要素は控えめとなり、ブルーのクリアパーツを極力活かすためにディテールを内側に入れることでツルっとした表面ではあるが情報量を多く見せたデザインとなった。

キラメイショット
レッド、イエロー、ピンクが使用するシューティングガンでキラメイバレットというソーサー状の円盤弾を放つ。上部を開いたところにある円筒状の弾倉にキラメイバレットを装填して「キラメイチャージ！」のアナウンスと共にレバーを引くことでエネルギーを充填する。「チェックメイジ！」のアナウンスと共にキラメンタルが変換された敵を追跡するビーム光弾も発射できる。対象を凍らせる特殊なキラメイバレットであるアイスバレットを使用したこともある。
- 元々は使用者のチームを陸と空に分けて考えられていたことから、車のようなデザイン要素が入っていたが、魔進にのみ車の要素を絞るということとなり、乗り物の要素は控えめとなり、ブルーのクリアパーツを極力活かすためにディテールを内側に入れることでツルっとした表面ではあるが情報量を多く見せたデザインとなった。

キラメイバスター
キラメイショットとキラメイソードを合体させた大型銃。設計段階では合体機能が想定されていない二つの武器だったが、充瑠の「ひらめキーング！」から新たに実現された。射撃性能はキラメイショットに対して一段とグレードアップしており、毎分1,000発の高速連射が可能となる。キラメイバレットを装填し「キラッキラメイチャージ！」のアナウンスと共にキラメイショット部のレバーを引き「チェックメイジ！」のアナウンスと共にトリガーを引きエネルギーを充填することで光弾を発射する。エピソード17とエピソード39ではキラメイイエローも使用した。

キラフルゴーアロー
エピソード26より登場。神社の不死鳥伝説およびオラディン王が残した「限界は超えないためにある」という言葉から、ブルーダイヤとカナエマストーン・エネルギアで生み出した宝石弓。メインパネルに表示された3種のアプリケーションのアイコンをタップし、矢を引くことで発現する。矢を引いてエネルギーリングを回転させることで、キラメンタルの矢を精製して無限に発射することが可能。
- 同時期に登場するグレイトフルフェニックスと同様のコンセプトである見た目として、フェニックスがモチーフとなり、それに紐づく武器としてこれまで使用されていなかった弓となった。当初はフェニックスの要素が強かったが、キラメイソードとキラメイショットとテイストを合わせたデザインとなった。

強化アプリ キラフルGO
アイコンをタップすることで「キラフルGO！」のボイスとともにアイドリングが開始し、「キラフルチェンジ！」の掛け声で矢を引くことで強化機能が起動し、キラメンタルの矢がキラメイジャーの体に降り注ぐことで、キラフルアーマーがスパーク装着され、変身が完了する。
ゴーキラメイジャー
エピソード26より登場。初期メンバー5人がキラフルゴーアローでキラフルチェンジしたパワーアップ形態。変身時は使用者がアローを使うことで5人全員が変身する。キラメンタルを胸のフェニックスシンボルによって全身反射させることで各戦士の持つスキルパフォーマンスを強力化するが、長時間のキラフルチェンジによって限界を超え、オーバーロードによって自滅するのを防ぐために100秒の使用制限時間が設けられ、制限時間に達すると強制的にキラフルチェンジが解除される。メイン武器であるキラフルゴーアローは5人がパスし合って使用する。胸部のキラフルアーマーのフェニックスシンボルはキラフルチェンジさせた者（主にレッドだがエピソード27はグリーン、エピソード28・35・36・39はイエロー、エピソード38・44はピンク）は胸のグラフィックが正面を向いたフェニックスになっており、他はフェニックスが左右どちらかに向いている。
ファイナルライブツアー2021ではキラメイシルバーもゴーキラメイシルバーにキラフルチェンジした。
- オラディンとキラフルゴーアローのつながりから、フェニックスのグラフィックを胸のアーマーに落とし込んでいる。中央のレッドが正面から見たフェニックスの姿となっており、他の4人が左右を向いた形となっており、フェニックス中央のグラフィックをレッド、両翼を他の4人が構成するイメージとなっている。また、本作品は主役は5人全員という在り方であり、個々をチームとともに大事にするという意味合いから、全員が中央にフェニックスのグラフィックが配置されているデザインもある。
- 従来のようにレッドのみではなく、5人全員がパワーアップするというのが明確にあったため、5人がパワーアップに紐づくデザインとなった。強化しても通常形態は使用することから、期間限定や時間制限のようなものがあるものとして、残り秒数を画面にカウンターを表示して示し、時間制限がある理由として肉体への負担が大きいものということとなった。

魔進アプリ マッシーン
アイコンをタップして矢を引くことで、魔進オラディンと魔進ハコブーを出動、変形させる。再度タップすることで魔進合体を発令させる。初期段階では実装されておらず、エピソード30で博多南によってアップデートが施され、追加された。
必殺アプリ キラフルチャージ
アイコンをタップして矢を引くことでフェニックスシンボルがさらに巨大なキラメンタルのフェニックスを描き出し、「チェックメイジパーフェクト！」の音声とともに、高圧縮された光の矢とともに下述の必殺技が発動される。
グレイトフルゴーアロー
エピソード33に登場。キラフルゴーアローにオラディン王の魂が宿り巨大化した姿。キラメイジン、ギガントドリラー、キングエクスプレスザビューン、グレイトフルフェニックスが全キラメンタルを巨大なキラフルゴーアローに集めて放つ。

### キラメイシルバーの装備
シャイニーキラメイチェンジャー
キラメイシルバー専用の変身アイテムであり、お宝探索用のブレスレット型高性能レーダー。元となったのは30数年前に博多南と宝路の父が開発したアイテムである。
- 変身後だけではなく素面状態でも使えるようにするため、モチーフはトレジャーハンターのイメージから探索機となっている。見た目的な面白さからクリアの地球儀然としたパーツとしてあるが、球体ではなく多面体であり、宝石の要素を拾うため、ダイヤカットのような光の反射が起こるカットとなっている。

キラメイGO
変身モード。中央のボタンを押し「輝け！」のアナウンスの後に「キラメイチェンジ！」のコールと共にディスクを回転させることで変身機能が作動し、シャイニーキラメイチェンジャーのドーム内で宝路の体からほとばしる膨大なキラメンタルが乱反射しながら増幅されて結晶化し、「Oh！シャイニング！」の音声で変身。再度ボタンを押すことで「輝くのだ！」のアナウンスの後にディスクを回転させることでキラメンタルがさらに増幅され、シャイニングキラメイストーンに宝石変身する。
キラメイサーチング
サーチモード。ディスクを回転させることでドーム内のブルーダイヤを回転させ、微弱な地磁気の乱れをジャイロ機能によってキャッチし、お宝の位置を正確に割り出すことができ、発見すると「ハッケーン！」の音声が鳴る。キラメイピンクも使用したことがある。
- ツリザオ邪面の攻撃で偶然作動するというものは、『パワーレンジャー・オペレーション・オーバードライブ』でオーバードライブトラッカー（アクセルラー）のタービンを自分の腕で回すのではなく、相手を使って回すなど様々なパターンの変身の延長線上にあるアクションとしている。

マッシーン
ボタンを押してディスクを回すことでドリジャンを出動・魔進変形させる。変形時の掛け声は「ワンダーチェンジ！チェーンジ！」「魔進変形！完成、ギガントドリラー！」。
キラメコーリング
ボタンを押してディスクを回すことで通信機能を起動させ、通信を行う。

シャイニーブレイカー
キラメイシルバー専用武器。ハンドタイプの削岩機で、呼びかけることで離れていても手元に飛来し、ロケットのように後部から噴射することで飛行可能となり、移動手段やドリジャンのハンドルとしても使用可能。キラメンタルをスパイラル状に錬成したものを変換することで、打撃数4,500bpmを誇る穿孔力のエネルギーを発揮する。キラメイピンクやキラメイブルーも使用した。邪悪キラメイシルバーにヨドンチェンジした際には邪悪なビームを発射した。
- モチーフは削岩機だが、従来の武器とは異なる攻め方として「物を挟む」ギミックを加え、アームが両側から展開する仕組みとなっている。ザ・建機というディテールのイメージを目指し、本作品の世界観におけるポイントとしてアームや削岩機の先端がクリアになっている。
- キラメイシルバーのスーツアクターを務める高田は、ドリルで突き刺す動きはせずに、ドリルで薙ぎ払って地面に刺すという動きをしているという。

ドリルモード
2度ボタンを押すことで「ドリル1発！」のアナウンスとともに発生させた衝撃波で、広範囲を攻撃する。
ハイパーアームモード
手前に右グリップを引くことで変形する形態。頑強なマニピュレーターアームを展開することで、安全に危険物を確保し、力ずくで暴れる敵を捕まえる際に使用される。再度右グリップを引き直すことで、「アーム一撃！」のアナウンスとともに、完全にアームを固定し、フルスイングで投げ飛ばす際などにも使用される。

### 個人技
キラメイイーグルショット
キラメイレッドの技。キラメイグリーンとキラメイブルーが打ったボールを空中で打ち、ゴルフ邪面の頭にパー5を3打でカップインさせた必殺ショット。
ゴッドバードアルファズム
キラメイレッドの技。キラメイソードで巨大なフェニックスのエネルギーを放つ必殺技。
スパークリングフェニックス
ゴーキラメイレッドの必殺技。フェニックス状のエネルギーを矢のように分裂させ、波状攻撃を加える。キョウリョクセッチャクザイ邪面戦では、ゴーキラメイレッドにイエロー、ブルー、ピンクが、キラメンタルを送り、集束させたキラメンタルを放った。
スパークにゃングフェニックス
ゴーキラメイレッドにイエロー、グリーン、ブルー、ピンクがネコのポーズでキラメンタルを集めて発射した特別なスパークリングフェニックス。
スパークリングフェニックスデストリアスペシャル
キラメイレッドのスパークリングフェニックスの強化必殺技。キラフルゴーアローから放ったエネルギーをカナエマストーン・デストリアの力を得ることで極限まで破壊力が強化され、ヨドン皇帝の弱点であった頭部を貫くことで倒した。
シューティングスタービリオン
ゴーキラメイイエローの必殺技。フェニックス状のエネルギーを発射する。バスラ戦では、グリーンとブルーがキラメイソード、ピンクがキラメイショットによる合体攻撃で時間を稼ぎ、使用制限時間の100秒までチャージして最大パワーで発射することで、一撃で倒した。
ライトニングメテオ
ゴーキラメイグリーンの必殺技。球形状のエネルギーをキラフルゴーアローの先端に発生させ、発射する。
ブルーブライトスラッシュ
キラメイブルーの技。キラメンタルをキラメイソードの刀身に集中させて、強烈な斬撃を発射する。
ブルーホリゾンタルスラッシュ
キラメイブルーの技。キラメンタルをキラメイソードに集めて伸ばした刃で敵を斬る。キラメンタルのコントロールにより「刃の中間部分だけを消し、人質を傷つけずに後ろの邪面師だけを斬る」という戦い方も可能である。
ブルー掘りデンタルクラッシュ
キラメイブルーの技。宝路から借りたシャイニーブレイカーを手に、上空から急降下してムシバ邪面のエナメル質を破壊して弱点を攻撃する。
ブルーコスモスラッシュ
キラメイブルーの技。隕石をキラメイソードの伸ばした刃で斬り落とす。
キラメイフィッシング
キラメイブルーの技。糸状に伸ばしたキラメイソードの刀身で、対象を釣り上げる。
アンストッパブルレイザー
ゴーキラメイブルーの必殺技。エネルギーの矢を超高速で発射する。
お仕置きエルボー
キラメイピンクの技。しなやかな動きから放つ打撃技。
インクレディブルパージ
ゴーキラメイピンクの必殺技。『キラメイジャーVSリュウソウジャー』でキラメイ装リュウソウピンクと共に使用。
シャイニングビームアタック
キラメイシルバーの必殺技。シャイニーブレイカーのボタンを押すことで「ビーム一丁！」のアナウンスの後に、トリガーを引くことでドリル状のエネルギー弾を発射する。キンコ邪面戦ではマバユイネのヘッドドレスの守り石でビームを集束させて発射することで、ヨドンヘイム製超合金の金庫を焼き切った。

### 合体必殺技
キラメイラッシュストリーム
レッドがキラメイバスター、イエローとピンクがキラメイショット、グリーンとブルーがキラメイソードにエネルギーを集め、一斉に発射する。先にレッド以外の4人が撃ち、後からレッドが撃つ場合もある。第18話ではキラメイシルバーも含めた6人でガルザ目がけて発射した。
ワンダーハンマー
セッチャクザイ邪面戦で、イエローとシルバーが街にあるものを手当たり次第に敵の接着剤でくっつけて工作した即席のハンマーを2人で叩きつける。

### キラメイ魔進
数万年の時を経て意思を持つようになった宝石キラメイストーンが変形したキラメイジャーのパートナー。その多くは充瑠の「ひらめキーング！」による閃いたイメージ形成によってそれぞれのキラメイストーンから地球上の巨大な乗り物の姿である魔進（）へと体を変化させた。
CARAT本部作戦室の隣にあるキラメイベースに格納されている時は宝石の形キラメイストーンモードになっており、ココナッツタワーの上部から出動する。
魔進内部は硬いクリスタルに守られたコクピットスペースがあり、キラメイジャーが搭乗することで魔進を操縦する。各魔進のコクピットデザインは共通しているが、コンソールの宝石やマークのベース色が異なる。陸の魔進はハンドル状の部分を上に、空の魔進はグリップ状の部分を上にして操縦桿のようにして操縦する。前方に外部の情報と映像、側面に仲間との通信が表示される。
ただし、地球で発見されたばかりのキラメイストーンはキラメイウェポンモードに変形して魔進ロボットを武装強化するが、クリスタリアのものほどの自我が目覚めていないため最小限の単語のみでしかコミュニケーションすることができない未成熟で、その状態でキラメイ魔進にすると自我が薄めになってしまう。また、戦闘などでストーンに傷が入ったり輝きが曇ると輝きのパワーが落ちてしまうため、キラメイベース内で表面を研磨し、常に輝きを保っておかないとパワーが落ちる。
また、パートナーのキラメンタルがなくなると魔進に変形できない。
本来は巨大なキラメイストーンの姿で空中に浮かんで移動し、人間を中に乗せることが可能で、手に持てる大きさに縮小することもできる。
- 『炎神戦隊ゴーオンジャー』の炎神のように生物要素を加えたモチーフではないため、ヘッドライトなどのディテールで顔に見える意匠を表現している[44]。王道のヒーローの色である5色の中で当て込んでおり、細部に相棒のキャラ感を取り入れてそれぞれの特徴を持たせている[44]。早期からクリアパーツを各キャラの固有色にすることは決まっており、ロボに変形した際の見え方を意識した上でのデザインとなっている[44]。キラメイストーンになる都合上、ビークル時の底面をクリアにしており、タイヤもキャラクターのクリアカラーとなっている[44][113]。ウェポン系の魔進は最初の5体を外すのを避けるために、近年多かった腕換装によるものではなく、手持ち武器として5体に足していくものとなった[44]。ウェポン魔進のモチーフは、キラメイジンを構成する5体のマシンのモチーフを考案した際の約30種類のものの中から選ばれた[113]。
- 『ゲキレンジャー』のゲキトージャが巨大戦を水没した街の中でしたことがロボのギミックや特徴に直結していなかったため、その反省から魔進のキャラクターを見えやすくするため、マンリキシェルガ戦では、光るギミックをアピールするためにワイルド・スピードシリーズのように綱引き戦をしている[2]。
- ミニチュアはダイヤモンドのように反射させる光だけでは弱かったため、中までアクリルのバキューム成形で作ったり、一体型の透明樹脂で成形している[114]。走行中も光るように電飾と反射シートを車体の中に入れ、透明のタイヤのホイールにも電飾を入れている[114][115]。ただし、セットの照明や太陽光が当たる場所では電飾が負けてしまうため、ビルの陰のような暗いところを走っている[114][115]。ラジコンをミニチュアに入れることでバッシングできるようになっている[114]。

魔進ファイヤ
キラメイレッドの相棒となるはしご消防車型の魔進でレッドキラメイストーンからイメージ形成された。テンションが高い熱血漢で口上は「テンションMAX！めっちゃメラメラだぁ！」。充瑠のことを強く信頼している。ランドメイジ、キラメイジンでは右腕を含む胴体と下半身を構成する。
魔進ロボの大部分を占めるため、キラメイストーン形態・魔進形態ともに5つのキラメイストーンの中では最も大きいサイズになっている。車体の中央部分と前部のアウトリガーを展開し伸ばした梯子と一体型の自動放水銃ファイヤーラダーが武器。必殺技はファイヤーラダーから放つ激しい水流MAX水流、ファイヤーラダーを回転させてキラメイストーンモードで積み重なった他の4体の魔進をダルマ落としのように連続発射するキラメイストーンボンバー。
- ファイヤ役の鈴村は、個性を変えるため、年齢感をつけるというコンセプトがあったといい、ファイヤは40代くらいのイメージだったという。だが、年齢的なイメージはメンタルのような部分だと捉えており、熱血キャラでレッドの相棒という鈴村なりの解釈を盛り込み、ただの熱血キャラにならないようパワフルさに重点を置いて意識している。
- ヘッドライトは燃える炎のような目となっている。ロボの状態ではクリアパーツが足先や膝などの目立つところに配置している。
- ミニチュアには同じはしご車をモチーフとした『救急戦隊ゴーゴーファイブ』のレッドラダー同様、玩具にはない長く伸ばしたはしごやアウトリガーなどのギミックを追加したため、10kgくらいの重さとなった。

魔進マッカ
スポーツカー型の魔進で、ファイヤにイメージ形成される前の形態。ジャグチヒルドンに苦戦するキラメイジャーの下に急行するため、充瑠の想像力によってレッドキラメイストーンからイメージ形成した。
作中では当初この形態には名前が無く、第1話のエンディングのミニコーナーにて即興で名付けられた。
- 玩具では赤いスポーツカー魔進の名称で商品化された。

魔進ショベロー
キラメイイエローの相棒となる油圧ショベル型の魔進でイエローキラメイストーンからイメージ形成された。おじいちゃんのような口調で話す。ショベローブームをマニピュレーターのように操り、土砂を一度に100立方メートル掘削可能。ランドメイジ、キラメイジンでは左腕を構成する。
好々爺そのものの性格で、「為朝第一」主義を行動原理としており、為朝のことを溺愛しているため、充瑠がキラメイジャーのリーダーであることに理解を示しているが、為朝をリーダーに擁立しようと地球で新たに発見された3つのキラメイストーンを充瑠を諭す形で為朝をリーダーとした新チーム「為朝戦隊タメスキジャー」を作ろうとしたが、発見されたばかりのキラメイストーンには自我が目覚めていないという欠点を指摘されたことと、ジョイスティック邪面を利用して為朝が操作した充瑠が活躍する姿を見たことで改心する。しかし、その後もその際誕生したリフトンら3体の魔進たちを「ショベロー軍団」と称している。
この魔進だけメンバーの特徴ではなく色のみで想像したため、自分や射撃に関係したものでないことをイエローに突っ込まれたが、為朝の特徴で想像した魔進はエピソード16から登場したマゼランで実現することとなった。為朝からは親しみを込めて「ショベじい」と呼ばれている。
モグラ叩きのゲーム用にイエローストーンハンマーに変化したこともある。
- 為朝の射撃のイメージから片目をスコープにするなど目を左右非対称にしている。
- ショベロー役の岩田は、「愛されるおじいちゃん」というTHEおじいちゃんキャラクターをイメージしている。岩田の中のお爺ちゃんキャラクターで、初期、中期、後期の年齢感があり、スーパー戦隊シリーズであることから元気いっぱいの初期お爺ちゃんキャラで行くこととなった。

魔進マッハ
キラメイグリーンの相棒となるスポーツカー型の魔進でグリーンキラメイストーンからイメージ形成された。5つのキラメイ魔進の人格で唯一相棒と性別が異なる。礼儀正しく紳士的な性格で、丁寧な口調で話す「イケボ」の持ち主。瀬奈の執事としてサポートしており、彼女のことを「お嬢様」と呼び、パートナー以外は名前の後ろに「様」付けで、他の魔進は呼び捨てで呼ぶ。ランドメイジ、キラメイジンでは頭部を構成する。単独での必殺技は魔進ザビューンに搭乗することが増えた瀬奈に対してのジェラシーの炎を燃やして回転しながら突撃するマッハトルネードアタック、キラメイストーンモードで体当たり攻撃するヒップアタック。
瀬奈が陸上選手で足が速いことからレッドの想像力で変化した。
- グリーンが速さを特徴としていることからスポーツカーとなった。瀬奈の勢いのある元気なイメージを表すため、紳士系であるが牙のようなギザギザのディテールがライト部分やフロントバンパーに付いている。
- 「タイヤの香ばしい匂いが…」という赤羽根のアドリブから匂いフェチということとなった。
- キャラクターのイメージは『ナイトライダー』のナイト2000。そのため、いい声でしゃべるキャラクターとなった。モチーフが執事ではあるが、ネットリと色気のあるイケボを意識て演じているため、喋る前に「ンマッシーン」と「n」の音を付ける「nの法則」にしていたが、周囲とセリフが揃わなかったことから早々にやめることとなった。マッハ役の赤羽根は、瀬奈への感情は「LOVE」ではなく、「LIKE」の延長線上であり、恋愛要素ではない敬愛や親愛を込めた主従関係であるとしている。年齢はファイヤと同年代の30歳くらいをイメージしている。

魔進ジェッタ
キラメイブルーの相棒となるジェット機型の魔進でブルーキラメイストーンからイメージ形成された。5つのキラメイ魔進の中では最年少で、子供っぽい無邪気な性格で時雨のことを「アニキ」と呼び慕っている。スカイメイジでは下半身を構成、キラメイジンではジェッタソードという剣になる。また、単独でも飛行しながらエネルギー弾を機体前面から連射したり、空気摩擦によって鋭く研ぎ澄まされた両翼ジェッタウイングで攻撃することもある。アーム付きの牽引ワイヤーを機体底面から伸ばして物や魔進を引っ張り上げる。第12話では小夜捜索のためにマブシーナが操縦したこともある。
時雨が「切れ者っぽい」ことからレッドの想像力で変化した。
- 時雨が斬る人であることから目は刃先のエッジをイメージしている。それぞれ戦う役目が異なるようにしたいという考えから、ファイヤかマッハかいずれかと同様の規格にするか検討された結果、ボリュームが加味された上で小さなサイズとなった。その後、飛びモノであることから背中に合体する案もあったが、マッハと同等の規格であることから隠れてしまうため、そのような懸念もあって最終的に武器の剣として合体する形となった。
- ジェッタ役の大河は当初は20代前半くらいをイメージしていたが、最終的には幼稚園児くらいのキャラクターとなった。

魔進ヘリコ
キラメイピンクの相棒となるヘリコプター型の魔進でピンクキラメイストーンからイメージ形成された。5つのキラメイ魔進の中で唯一女性の人格で、会話中に擬音を交えた軽い口調で話す楽天家の不思議ちゃんキャラ。スカイメイジでは上半身、キラメイジンでは胸部を構成する。敵に機体天面を向けて、逆回転機能を持つヘリコローターで発生させた乱気流で吹き飛ばす。また、開いたテイルで敵を挟んで攻撃することや後部から特殊包帯を射出することも可能。仲間の魔進をキャッチしてホバリングしながら運搬することや、人員をカーゴスペースに収容することも可能。エピソード11で誕生日を迎える。
小夜が医者であることからドクターヘリの魔進にしようとレッドの想像力で変化した。
- 目はハートとなっており、口も付いている。
- ヘリコ役の長久は、おはなしCDの収録時に、人間になったら昔の綾瀬はるかのような天真爛漫なイメージと言われたため、人間でいう小夜の2,3歳くらい下を想定して演じている。オーディション時の原稿に「穏やかで大らかな気持ちのピンクの親友のような相棒」と書かれていたため、親友のままだがそこにメロメロ度を上げて加えることで、女性同士のコンビならではの仲の良さを表現している。また、両形態においても表情が見えないことから抑える芝居をせずに、よりオーバーに芝居をするように心がけたという。第6話の「乙女の吐息」は長久のアドリブであるという。
- 小夜が医者のため、ドクターヘリのような要素として輸送ハッチを後方につけている。

魔進ジョーキー
ガルザが操るブラックキラメイストーンがイメージ形成された蒸気機関車型の魔進。キラメイストーンモードから分離して4両編成の列車となる。元はクリスタリアで運用されていた王室専用列車だったが、ガルザの歪んだ力によって変貌させられた。紫のレールを生み出しながら走行し、ワームホールのトンネルでヨドンヘイムと地球間を自由に運行ができる。スモッグジョーキーでは先頭車が顔、中間車が胴体と四肢、最後尾車が背中と尻尾を構成、キングエクスプレスでは先頭車が右腕、中間車がボディ、最後尾車が左腕を構成する。
- 怪獣作品に携わっていた塚田とブレーンとして呼ばれていた三条からの提案で生まれたものであった。
- デザインは色の配分に注意して進められ、多めに紫を使いつつ、クリアの整形色で綺麗な宝石となったが、宝石に見せるのに苦労したという。これまでが陸と空をモチーフとしていたことから、海とする案もあったが、これまでにやっていないモチーフとして電車ないし悪のモチーフとして蒸気機関車ということとなった。ストーンから魔進に完全変形するファイヤに対し、その差別化として黒いストーンからバラバラになって恐竜や汽車に組み替わるものとなった。
- 造形チェックの段階では可愛い見た目であったことから、敵ロボであるため造型的に調整されて現在の形となった。

魔進リフトン
地球産のエメラルドキラメイストーンがイメージ形成されたフォークリフト型ウェポン魔進。リフトンフォークが武器で、フォーク型の武器に変形する。口癖は「カワトット！」「グサトット！」。
- 当初はクローのような形状も考えられていたが、フォークリフトがフォークに変形するというダジャレからフォークに変形するものとなった。

魔進ローランド
地球産のオレンジキラメイストーンがイメージ形成されたロードローラー型ウェポン魔進。ローランドローラが武器で、粘着カーペットクリーナー（コロコロ）型の武器に変形する。口癖は「カワラット！」「コロラット！」で、もぐらたたきの要領で攻撃する時は「ボカラット！」と言っている。
- 従来ではハンマーのような形状の武器であったが、ロードローラーをモチーフとしていることからコロコロの武器となった。

魔進キャリー
地球産のパープルキラメイストーンがイメージ形成されたターレットトラック型ウェポン魔進。女性人格である。盾に変形する。口癖は「カワリット！」「ドカリット！」。
- リフトンやローランドが攻撃用の武器であったことから、パターンを変えて防御用の盾となり、剣を右手に持っていることから左に盾となった。

魔進エクスプレス
マブシーナを地球に来る際に乗ってきたホワイトキラメイストーンの欠片が充瑠がイメージした形にイメージ形成された1両編成の特急列車型魔進。2つのホワイトキラメイストーンが変形する。前方車両のキラメイストーンはエクス、後方車両のストーンはプレスと呼ばれる。錬成レール上を走行し、車体後部からのアフターバーナーで加速を行うほか背後への燃焼攻撃を行い、武装はエクスプレスライトから照射する闇の力を祓うことが可能な聖なる光。安全装置の役目を持つキラメイストーンであり、魔進ジョーキーに連結することで制御する。しかし、ジャメンタルに覚醒したガルザは、制御を無効にすることができるようになる。キングエクスプレスとキングエクスプレスザビューンでは顔と胸を構成する。ジョーキーおよびザビューンと連結するときは最後尾に連結される。喋れないものの意識はありホーンを鳴らす。
- モチーフは旧式の蒸気機関車のジョーキーに対して最新型の新幹線となっている。

魔進ダストン
宝路が発掘した地球産のネイビーキラメイストーンがイメージ形成された塵芥車型ウェポン魔進。プレス式のダストンタンクに取り込んだ瓦礫やゴミを2段階で圧縮を加えることで小さく固めて回収する。掃除機型の武器に変形し、凄まじい吸引力で邪面獣の邪面をも吸い寄せる。最初から喋ることができ、語尾は「ダス！」、口癖は「カワルダス！」。第28話ではギガントドリラーも使用。
- 従来ではやらなかったものとして、掃除機に変形するビークルとしてごみ収集車となった。
- 登場回のシチュエーションとして宝路のチェンジャーを銭湯に入るために外したことで失くし、それを充瑠が掃除をして探し出すものとなった。また、後半で充瑠が閃くシーンの伏線としてネイビーキラメイストーンがゴミ収集車に吸い込まれそうになるというシーンが脚本の段階で指定されていた。

魔進マゼラン
時雨と小夜がオシロ川の吊り橋の下で発見した地球産のライムキラメイストーンがイメージ形成されたトラックミキサ型ウェポン魔進。一定速度でマゼランドラムを回転させ、材料を内部のミキシングフレームで混合、生成させた特殊コンクリートをシュート部分から放出して相手を瞬時に塗り固めることができる。マシュマロ作りに使用していたハンドミキサーから着想を得た。為朝がシューティング系のeスポーツプレイヤーであることから巨大戦ではウォーターガン型の武器に変形する。口癖は「カワリマッゼ！」。
- これまでやってこなかったガンモチーフの武器として手持ち銃のようなものとなり、セメント弾を飛ばすミキサー車ということとなった。

魔進ドリジャン
第13話より登場。CARATで開発・イメージ設計された3基のステップドリル型の巨大なドリルを搭載するキラメイシルバー専用のクローラー式ドリルジャンボ。地中をドリルで100メートル1分で掘り進み、敵や障害物を2基のブームで掴む。シャイニングキラメイストーンをブームで機体に載せることでギガントドリラーに魔進変形できる。当初は、超重機ドリジャンとして開発されたが、後にシルバーの覚醒に合わせ、無鈴による調整を施されて進化し、魔進ドリジャンと名付けられる。他の魔進と異なり自我は持たないが自律行動可能なAI搭載で電子音で喋ることはできる。
- トレジャーハンターのような立ち位置のキャラクターであるキラメイシルバーとの相性から発掘するメカということとなり、陸空や列車という流れであったため、船という選択肢もあったが、建機の寄せ集めのようなものということとなった。キラメイシルバーとの共通モチーフとしてドリルということとなり、『キラメイジャー』であることからダイヤモンドのドリルということとなった。ファイヤに似た動きの変形構成であるが、キラメイストーンにはならず、スケール感が異なる分、シルエットで差別化を図ってドリルやアームを目立たせている。
- 地中を進むシーンは、従来はミニチュアを穴に入れて掘っているような映像だが、本作品では掘っている主観の映像をCGで作っている。

魔進ザビューン
エピソード21の回想より登場。呪いを無効化する能力を持つアクアキラメイストーンからイメージ形成された4両編成のサメ型特急列車。ヌマージョ討伐の際に毒によってコーティングされて封印されるが、過去で収集したヌマージョの体液の成分の分析によって毒を溶かされて現代にて復活し、充瑠によって魔進の姿となった。一時的に建物や地面を液状化させることで、サメが海を泳ぐように走行する。ロレンチーニサーチで物体の微弱な電流を掴み、敵の弱点の解析が可能。キングエクスプレスザビューンでは先頭車が右腕、中間車が下半身、最後尾車が左腕を構成する。
- 1両編成のエクスプレスをしっかりとした白い新幹線となるのが分かりやすい進化であるため、今までなかった生き物や水の要素として船ではなく、サメの要素を足した海の新幹線となった。従来の新幹線は先頭車輛と後尾車輛が同様だが、エクスプレスを連結することで前後が初めて新幹線然としたシルエットを目指していたため、ザビューン単体の後尾車輛はスクリューが付くことでより海感を強めたものとなっている。
- サメの能力を街中で見せるために、『ドラえもん』のドンブラ粉のように地中でも泳げることとなった。

ザビューンマグナム
エピソード24、30に登場。銃型のキラメイウェポンモード。キラメイジンの右手にエネルギー弾を発射する先頭車輛、左腕に激しいジェット水流レフトハンドスクリューを発射する最後尾車輛をセットさせたキラメイウェポンモード。
槍モード
エピソード24に登場。直線状に3つの車両を固定し、左手に装備して槍のように使うキラメイウェポンモード。必殺技は敵に突き刺すザビューンビッグウェーブランサー、ランドメイジの右腕のファイヤラダーから射出するザビューンソニックスプラッシュ。
バズーカモード
劇中未使用。中間車をバズーカとして使うキラメイウェポンモード。

魔進ハコブー
エピソード28より登場。ゴールドキラメイストーンからイメージ形成された黄金鳥型の輸送機。戦闘機形態のジェットモードから輸送機形態のカーゴモードに変形することでキラメイジン構成の魔進5体を運ぶことができる。オラディン王の側近兼王宮の指南役で王の幼いころからの教育係であり、王より魔進の姿を得た。地球にバカンスに出かけた際にクリスタリアが陥落して王が亡くなったために絶望し心を閉ざして地球のとある孤島に閉じこもっていたが、時雨が号泣する姿を見て心の靄が晴れて感情を取り戻す。話が長い。魔進の中で唯一聖地アタマルドへ時空を超えてワープすることができる。グレイトフルフェニックス時は胴体と四肢を構成する。
ガルザのジャメンタルを浴びた際には目が紫色になり、ガルザをアタマルドへと運んだ。
- 当初は藤岡弘、をイメージした「トウ！」という掛け声であったが、オリジナルの掛け声ということとなり、「ブー！」というものとなった。
- 後述のようにロボの全合体はないものの、最終展開にキラメイジンの5体の魔進を絡めたいという意向から、魔進をキャリーするビークルとして生まれ、ストーリーの展開としてオラディンの世界にキラメイジャーたちが行くための交通手段になり得る存在として、綺麗に5体の魔進が乗れる構成となった。キラメイストーンモードとジェットモードでは真っ金金だが、カーゴモードにひっくり返ると全く異なる色が出てくるようになっている。ジェットモードはジェット機の顔を残しつつ、フェニックスの顔の意匠も入れ込むことで、機械的なところと生体的なところを両方含めたデザインとなっている。
- エピソード29でグレイトフルフェニックスが登場するため、キラメイストーンから魔進ハコブーへの変形時に名乗りを入れ、それをラストに入れることで次回に目立つ形で続くようになっている。待機している際の孤島は『キングコング』をイメージしている。

魔進オラディン
エピソード29より登場。スカイキラメイストーンからイメージ形成された不死鳥の魔進。オラディン王がアタマルドにあったミラクルストーンに魂を転生させ、スカイキラメイストーンとなった。グレイトフルフェニックス時は胸部に合体。
- 東映からの提案で、ビークル以外のモチーフとして、フェニックスがモチーフとなり、ほとんどがクリアパーツになっており、グレイトフルフェニックス時の頭部にあたることから、ツノを後方に延ばすなどとにかくカッコいいものになるようにしている。

スペック
| 名称             | 全高             | 全幅             | 全長                                                                    | 重量              | スピード       | 出力             | 初登場 |
| ---------------- | ---------------- | ---------------- | ----------------------------------------------------------------------- | ----------------- | -------------- | ---------------- | ------ |
| 魔進ファイヤ     | 22.0 m[109][32]  | 18.0 m[109][32]  | 43.5 m[109][32]                                                         | 2,600 t[109][32]  | 400 km/h[32]   | 1,300万馬力[32]  | 第1話  |
| 魔進マッカ       | 6.5 m[109][32]   | 10.0 m[109][32]  | 24.3 m[109][32]                                                         | -                 | -              | -                | 第1話  |
| 魔進ショベロー   | 15.3 m[109][47]  | 10.0 m[109][47]  | 21.0 m[109][47]                                                         | 300 t[109][47]    | 250 km/h[47]   | 150万馬力[47]    | 第1話  |
| 魔進マッハ       | 6.5 m[109][57]   | 10.0 m[109][57]  | 24.3 m[109][57]                                                         | 300 t[109][57]    | 500 km/h[57]   | 150万馬力[57]    | 第1話  |
| 魔進ジェッタ     | 10.0 m[109][68]  | 24.3 m[109][68]  | 30.0 m[109][68]                                                         | 300 t[109][68]    | 1,500 km/h[68] | 150万馬力[68]    | 第1話  |
| 魔進ヘリコ       | 10.8 m[109][74]  | 30.0 m[109][74]  | 30.0 m[109][74]                                                         | 300 t[109][74]    | 450 km/h[74]   | 150万馬力[74]    | 第1話  |
| 魔進ジョーキー   | 14.0 m[109][87]  | 11.2 m[109][87]  | 131.7 m[109][87]                                                        | 2,600 t[109][87]  | 450 km/h[87]   | 1,300万馬力[87]  | 第4話  |
| 魔進リフトン     | 11.7 m[109][112] | 10.0 m[109][112] | 23.5 m[109][112]                                                        | 300 t[109][112]   | 200 km/h[112]  | 150万馬力[112]   | 第5話  |
| 魔進ローランド   | 12.7 m[109][112] | 11.7 m[109][112] | 19.7 m[109][112]                                                        | 300 t[109][112]   | 200 km/h[112]  | 150万馬力[112]   | 第5話  |
| 魔進キャリー     | 10.0 m[109][112] | 10.0 m[109][112] | 32.7 m[109][112]                                                        | 300 t[109][112]   | 200 km/h[112]  | 150万馬力[112]   | 第5話  |
| 魔進エクスプレス | 10.0 m[109][122] | 10.5 m[109][122] | - 43.7 m[109][122] - （魔進ジョーキー連結時171.7 m[122]）               | 600 t[109][122]   | 600 km/h[122]  | 300万馬力[122]   | 第8話  |
| 魔進ダストン     | 10.0 m[109][112] | 10.0 m[109][112] | 20.0 m[109][112]                                                        | 300t[109][112]    | 200 km/h[112]  | 150万馬力[112]   | 第14話 |
| 魔進マゼラン     | 10.0 m[109][112] | 10.0 m[109][112] | 18.0 m[109][112]                                                        | 300 t[109][112]   | 200 km/h[112]  | 150万馬力[112]   | 第16話 |
| 魔進ドリジャン   | 37.0 m[109][81]  | 22.5 m[109][81]  | 75.2 m[109][81]                                                         | 4,100 t[109][81]  | 350 km/h[81]   | 2,050万馬力[81]  | 第13話 |
| 魔進ザビューン   | 20.5 m[109][122] | 10.7 m[109][122] | - 132.0 m[109][122] - （魔進エクスプレス連結時173.2 m[122]）            | 2,600 t[109][122] | 650 km/h[122]  | 1,300万馬力[122] | 第22話 |
| 魔進ハコブー     | 21.5 m[109][122] | 71.0 m[109][122] | - 74.5 m（ジェットモード）[109][122] - 90.3 m（カーゴモード）[109][122] | 2,600 t[109]      | 800 km/h[122]  | 1,300万馬力[122] | 第28話 |
| 魔進オラディン   | 10.0 m[109][122] | 53.3 m[109][122] | 31.0 m[109][122]                                                        | 300 t[109][122]   | マッハ1.5[122] | 150万馬力[122]   | 第29話 |
スペック（キラメイストーンモード）
| 名称                             | 縦          | 横              | 奥行          | 初登場               |
| -------------------------------- | ----------- | --------------- | ------------- | -------------------- |
| レッドキラメイストーン           | 36.3 m[32]  | 18.0 m[32]      | 22.0 m[32]    | エピソードZERO 第1話 |
| イエローキラメイストーン         | 14.8 m[47]  | 10.0 m[出典 43] | 9.5 m[47][57] | エピソードZERO 第1話 |
| グリーンキラメイストーン         | 15.8 m[57]  | 10.0 m[出典 43] | 9.5 m[47][57] | エピソードZERO 第1話 |
| ブルーキラメイストーン           | 17.0 m[68]  | 10.0 m[出典 43] | 10.5 m[68]    | エピソードZERO 第1話 |
| ピンクキラメイストーン           | 17.5 m[74]  | 10.0 m[出典 43] | 10.0 m[74]    | エピソードZERO 第1話 |
| ブラックキラメイストーン         | 35.7 m[87]  | 20.0 m[87]      | 22.7 m[87]    | 第4話                |
| エメラルドキラメイストーン       | 15.5 m[112] | 10.0 m[112]     | 10.0 m[112]   | 第5話                |
| オレンジキラメイストーン         | 15.0 m[112] | 11.7 m[112]     | 10.0 m[112]   | 第5話                |
| パープルキラメイストーン         | 15.0 m[112] | 10.0 m[112]     | 10.5 m[112]   | 第5話                |
| エクス（キラメイストーンモード） | 16.2 m[122] | 10.5 m[122]     | 10.5 m[122]   | 第8話                |
| プレス（キラメイストーンモード） | 17.5 m[122] | 10.5 m[122]     | 10.5 m[122]   | 第8話                |
| ネイビーキラメイストーン         | 14.2 m[112] | 10.0 m[112]     | 10.0 m[112]   | 第14話               |
| ライムキラメイストーン           | 15.0 m[112] | 10.0 m[112]     | 10.0 m[112]   | 第16話               |
| シャイニングキラメイストーン     | 10.5 m      | 16.3 m          | 11.3 m        | 第17話               |
| アクアキラメイストーン           | 35.7 m[122] | 22.5 m[122]     | 23.0 m[122]   | 第21話               |
| ゴールドキラメイストーン         | 35.8 m[122] | 25.5 m[122]     | 25.5 m[122]   | 第28話               |
| スカイキラメイストーン           | 16.0 m[122] | 11.3 m[122]     | 13.8 m[122]   | 第29話               |

### 巨神 / 魔進ロボット
キラメイ魔進たちが魔進変形・魔進合体した姿。
集合コクピットはなく、それぞれの魔進のコクピットで操縦し、搭乗者がキラメンタルを魔進にシンクロさせて操縦し、互いに意思疎通を図りながら、それぞれの戦士が魔進に内蔵された武器による攻撃・技を操作して敵と戦う。
常に巨神の全身にキラメンタルが駆け巡っているため、ネオンのように眩い光を放って輝いている。
- 王道戦隊であることから5体合体となったが、それでは従来通りのため、陸上の乗り物の3体が合体したものと飛行機モチーフの2体が合体したものが全部合体することでキラメイジンとなるものとなった[44]。
- 本作品の企画はロボが全合体しないというところからスタートし、ロボの玩具が年間で4個出るが、連動性ではなく個々のプレイバリューを高めることで、ロボの玩具を1号ロボを持っていない状態でも2号や3号からでも手に取ってもらえるようにしている[44]。
- 合体前は特徴はあるものの、ロボになると光ること以外がオーソドックスであったため、巨大戦でも魔進自体が生きていることを感じさせるために、台本にないセリフをアドリブでやるなど多めに声優の声を入れている[45]。

ランドメイジ
エピソード2より登場。魔進ファイヤ・魔進ショベロー・魔進マッハの3体が魔進合体した陸上戦用魔進ロボット。各魔進の特徴を生かすバランスのとれた形態で、格闘戦を得意とし、頭部の魔進マッハを右腕の伸ばしたファイヤラダーから射出するラダービヨーンドなど変則的な攻撃も得意とする。
必殺技は、地面を両足のアウトリガーで掴まえ、敵を燃える闘志でぶっ飛ばす熱血技キラメイバーニングと、伸ばしたファイヤーラダーで固定し、高速で左腕のショベローブームを回転させながら連続でバケットを叩き込むランドラウンドスマッシュ。
- 魔進ファイヤに付いた魔進ショベローと魔進マッハが非対称な構成ではあるが、魔進ショベローに付いたホイールと魔進マッハの前輪、肩から胸に入る白いラインが左右対称の位置になるように配置している。
- ロボへの合体や魔進のアクションで各マシンが絡むような形にするため、スーパーカーがハシゴの上を走ってくっ付いたり、魔進マッハが魔進ファイヤの上に付いて魔進マッハの前部が前ではなく右に折れるなど、過去の車合体ロボとの合体の差別化を図っている。スカイメイジやキラメイジンとの差別化として口が付いている。
- 口があることから従来のロボのように肉弾戦を重視している。

ランドメイジリフトンローランド
エピソード6に登場。ランドメイジの右手に魔進リフトン、左手に魔進ローランドを装備した武装強化形態。
必殺技はローランドレイジング。

スカイメイジ
エピソード2より登場。魔進ジェッタ・魔進ヘリコの2体が魔進合体した空中戦用魔進ロボット。空中を頭部のヘリコローターでホバリング飛行するなど機動力が武器で、山間部などの高所での救助活動などを得意とする。武装は両腕に内蔵されたミニガン。
必殺技はエネルギー弾をヘリコローターから発射するスカイスライサー。
- ランドメイジやキラメイジンとの差別化として戦闘機のパイロットのようなマスクとなっている。

キラメイジン
エピソード3より登場。魔進ファイヤ・魔進ショベロー・魔進マッハ・魔進ジェッタ・魔進ヘリコの5体が魔進合体した万能タイプの魔進ロボットで、煌輝（きらめき）の巨神。ランドメイジの胸に魔進ヘリコが合体し、魔進ジェッタは武器になる。武装は魔進ジェッタが変形したジェッタソードで、右腕の伸ばしたファイヤーラダーで放つパンチラダービヨーンド、左腕のショベローブームですくい取った地面の土砂を激しく投げつけるショベローホイっと、右肩の魔進マッハのヘッドライト部分から発射するマッハビーム、回転させた胸部ヘリコローターから発生させた渦巻きや音波攻撃ビシっとハリケーンを得意とする。
必殺技はジェッタソードに5人のキラメンタルを集中させ、キラメンタルの軌跡を描きながら敵を斬るキラメイダイナミック。
- 5体の魔進が合体したことを表すため、額には魔進の5色を配置した頭部に変わっている。
- 最大で12〜14本程度の電飾を使うこともあり、1日で100本くらいの単三電池を使うこともあったといい、光を反射させるためにサラダ油を塗っていたという。光るギミックをアピールするためにワイルド・スピードシリーズのようにナイターをしている。
- キリッとした顔のため、ピンチの際にも呼吸せず、機械のようなイメージで人間のような表現を控えて演じている。

キラメイジンリフトン
エピソード5に登場。キラメイジンの左手にフォーク型武器に変形した魔進リフトンを装備した武装強化形態。フォークのように何でも刺せる。
- エピソード5ではジェッタソードと魔進リフトンをナイフとフォークに見立ててテーブルマナーを狙っている。

キラメイジンローランド
エピソード5に登場。キラメイジンの左手に粘着カーペットクリーナー型武器に変形した魔進ローランドを装備した武装強化形態。ハンマーのように何でも押しつぶす。打撃攻撃技はローランドレイシング。
キラメイジンキャリー
エピソード5に登場。キラメイジンの左手にシールドに変形した魔進キャリーを装備した武装強化形態。
キラメイジンエクスプレス
エピソード11に登場。魔進エクスプレスの上にキラメイジンが乗った形態。
必殺技はキラメイエクスプレスブレイク。
キラメイジンダストン
エピソード14に登場。キラメイジンの左手に吸引掃除機に変形した魔進ダストンを装備した武装強化形態。先端のノズルで敵を近くに超吸引キラメイキューイングで吸い寄せ、キラメイダイナミックで斬る必殺技を得意とする。
キラメイジンマゼラン
エピソード16に登場。キラメイジンの左手にウォーターガンに変形した魔進マゼランを装備した武装強化形態。敵のミサイルを無効化する特殊コンクリート弾マゼランショットを撃つ。
必殺技はマゼランドラム内でエネルギーをチャージし、一気にエネルギー弾を発射するマゼランフルブラスト。
キラメイジンザビューンガンスタイル
エピソード24、30に登場。キラメイジンの両手にザビューンマグナムを装備した武装強化形態。
キラメイジンダストンリフトン
エピソード36に登場。キラメイジンの左手に吸引掃除機になった魔進ダストン、右手にフォーク型武器に変形した魔進リフトンを装備した武装強化形態。左手を魔進ローランド、魔進マゼラン、魔進キャリーに次々と付け替えながら戦う。

スモッグジョーキー
エピソード4より登場。魔進ジョーキーが単独で魔進変形した怪獣型魔進ロボット。顎のカウキャッチャー状のジョーキージョーで噛みつき、尾の先のジョーキーチェーンソーでぶった切ることができる。
必殺技は体内で闇のパワーを増幅して口から吐き出す闇業火バーンブラッカー。
- 当初は、キラメイジン同様、人型にする案もあったが、どちらが敵味方か判別できなくなるため、敵が邪面獣であることから、敵メカを敵らしく怪獣型にすることで、正義側の人型ロボットと戦う際に映えるようにしており、悪の人型ロボが善ロボになってもキャラが立たないため、怪獣ロボから人型ロボになったほうが、より敵が味方になったというのが引き立つため、その案が採用された。ウェポン魔進を使って様々な戦い方をするキラメイジンに対し、キングエクスプレスはチェーンソーで戦うものとなったため、変形のプロセス上、チェーンソーの尻尾となった。
- 恐竜のようなスタイルのため、ストレートな怪獣を意識しており、頭を飛ばしたりすることはできないものの、首を尻尾のチェーンソーで切りつけたりしている。

キングエクスプレス
エピソード7より登場。連結した魔進エクスプレスと魔進ジョーキーが魔進合体した最速の魔進ロボットで、音速の巨神。一部の例外を除き、魔進エクスプレス側に搭乗したキラメイレッドがコントロールの主導権を握るが、魔進ジョーキー側にはガルザが搭乗したままの状態のため、ガルザよりもメンタルが強くなければコントロールを奪われることもある。攻撃技はバーンブラッカーを浴びせたり、左腕のジョーキーチェーンソーから衝撃波を放つことができる。
必殺技は列車状態でらせん状に走行して敵を光のレールで拘束し、胸部からV字型のビームブーメランを連射するキングエクスプレスバーンブラスター。
- 飛行機と車をすでに味方で採用していたため、そのどちらでもない新幹線がモチーフとなった。
- 色を明確に白と黒に分けることで、無理矢理ヒロイック感に見えない部分とのチグハグ感を成立させている。正義感で四肢の邪悪さを極力打ち消すために、開いた魔進エクスプレスの先端でV字の胸を作るなどしており、魔進エクスプレスは魔進ジョーキーよりもサイズが小さいものの、できるだけ悪に正義が覆い被さるような構成を生み出している。

邪悪キングエクスプレス
エピソード34より登場。ガルザの強いジャメンタルにより魔進エクスプレスを乗っ取ることで主導権を握り、魔進ジョーキーと強制合体した闇の巨神。魔進エクスプレス側からは操縦は不可能で、バイザーの目が赤く光る。
必殺技はバーンブラスターと球状のエネルギーを同時に放つ邪悪キングエクスプレス・バーンデッドエンド。

ギガントドリラー
エピソード17より登場。キラメイシルバーが宝石変身したシャイニングキラメイストーンと一体化した魔進ドリジャンが魔進変形した魔進ロボットで、剛力（ごうりき）の巨神。コクピットはなく、一体化したキラメイシルバーがコントロールする。右腕のドリジャンドリルからはドリラーナックルを放ち、左腕のブームで敵を拘束して360度上半身を回転させて敵をぶん投げるドリラースイングを得意とする。
必殺技は両足と右腕の連携させてパワーを増幅した3つのドリジャンドリルで高度から突撃するギガントクラッシュ、パワーをドリジャンドリルに集めて放つワンダードリルブレイク。
エピソード28ではダストンを武装している（合体後の正式名称は不明。）。
- 従来のロボとは異なるコンセプトにするため、3本の腕となった。建機をモチーフとしており、キラメイストーンには変形しないが、ロボット同士の並びとしての要素を大事にしたかったため、クリアーパーツを要所に配置している。
- 電飾は頭には仕込めないことから、肩に電飾を入れて周りから照らすことで顔が光っているように見える。

ギガントドリラーギガ盛りスペシャル
エピソード18に登場。ギガントドリラーにショベロー軍団が合体した強化形態。右肩に魔進ショベロー、左肩に魔進マゼラン、左手に魔進ダストンが合体。
必殺技は上半身を高速回転させつつ、ショベローブームで拘束してマゼランショットを浴びせ、ドリジャンドリルで砕くギガントクラッシュ・スペシャル。
- これまでのウェポン魔進のほとんどが建機であったため、それらをくっ付けたものとなり、同じ建機モチーフの魔進ショベローも拾って右肩に合体させている。3本腕のギガントドリラーであることから4本にも挑戦することとなった。

魔進合体キラメイ・ドリラー
エピソード20に登場。キラメイレッドの思い付きで、邪面獣セッチャクザイシェルガの接着剤によってキラメイジンとギガントドリラーが背中合わせでくっついた、イレギュラーな形態。
必殺技はギガントドリラーの上半身をキラメイジンごと高速で回転させながら突進し、連続で2体の技を叩き込むキラメイ・ドリラーワイルドスクランブル。

キングエクスプレスザビューン
エピソード22より登場。魔進ザビューンと魔進エクスプレスが魔進合体した魔進ロボットで、真の音速の巨神。登場初期はレッドと他1名（エピソード22はピンク、エピソード23はマブシーナ、エピソード27はグリーン）のペアで操縦し、エピソード36ではブルーとピンクが操縦したが、それ以外ではイエローとグリーンがメインで操縦した。攻撃は右腕を突き出しながら突進するジョーズアタック、高速で回転した左腕からジェット水流を作り出すレフトハンドスクリュー。
必殺技は魔進ザビューンが相手の周囲を回転しながら攻撃して敵の動きを巻き起こしたトルネードで封じるザビューントルネードカッター、その後に全身よりスプラッシュビームを一斉発射するザビューンメガロブラスター。
- キングエクスプレスとの差別化として、背面に宝石面があった魔進ジョーキーに対し、ロボの前面に宝石を持ってくるように前後変えて構成されている。頭部デザインは正当進化したキングエクスプレスのため配色などは変えず、より外側にシルエットが出っ張っているようにしている。

グレイトフルフェニックス
エピソード29より登場。魔進オラディンと魔進ハコブーが魔進合体した魔進ロボットで、飛翔の巨神。合体時はキラフルチェンジしたゴーキラメイレッドが搭乗、キラフルゴーアローを放ち魔進合体を行い、キラメンタルを超シンクロさせて操縦する。高速飛行が可能で、ビームを全身から発射する。胸部のオラディンコアは魔進たちのキラメンタルと士気を高める。武器はブーメランのように投げることが可能な2本のゴールデンアックスに、アックスを合体させたゴールデンハルバード。
必殺技は滞空状態で高高度から急降下して太陽の紅炎をチャージしたゴールデンハルバートの灼熱の力で一刀両断にするグレイトフルプロミネンス、敵にゴールデンハルバードを投げるマイティハルバードン、レッドキラメイストーンなど初期メンバーの5体のキラメイストーンモードの魔進をジャグリングして連続で投げつけるグレイトストーンボンバー。
- フェニックス感を押し出したロボットにしたいという意向から、前面に魔進オラディンをプッシュしたシルエットでデザインされた。単純に魔進ハコブーに魔進オラディンがくっつくだけでは面白くないため、合体することで顔になるギミックが搭載された。元は飛行メカだが、ロボに合体することであえてマッシブになるものとなっている。キラメイジンとは赤色の使い方が異なるバランスとなっており、あえて下半身をシルバーにしている。形態によって異なる色が出てくるハコブーに差し色としてオラディンの水色が入ることで、また異なる見えざまのロボになるという変化を目指してデザインされた。当初金色部分が黄土色のようであったが、工場から異なる成型色の金色を上げられてそれが採用された。ウェポン魔進が多かったため、本作品のロボでは初の握り拳の両手となっている。大きなハコブーのウイングを活かすために斧型の武器となった。
- エピソード29の「私も戦っちゃうぞー！」というセリフは台本にはなくAPの瀧島が追加したもの。

スペック
| 名称                         | 全高                                         | 全幅             | 胸厚             | 総重量            | スピード        | 出力             | 初登場       |
| ---------------------------- | -------------------------------------------- | ---------------- | ---------------- | ----------------- | --------------- | ---------------- | ------------ |
| ランドメイジ                 | 47.0 m[126][110]                             | 35.5 m[126][110] | 17.5 m[126][110] | 3,200 t[126][110] | 400 km/h[110]   | 1,600万馬力[110] | エピソード2  |
| スカイメイジ                 | 26.5 m[126][110]                             | 30.0 m[126][110] | 13.8 m[126][110] | 600t[126][110]    | 1,000 km/h[110] | 300万馬力[110]   | エピソード2  |
| キラメイジン                 | - 47.0 m[126][123] - （胸上まで50.0 m）[123] | 35.5 m[126][123] | 23.5 m[126][123] | 3,800 t[126][123] | 500 km/h[123]   | 1,900万馬力[123] | エピソード3  |
| スモッグジョーキー           | 50.7 m[126][87]                              | 23.7 m[126][87]  | 59.0 m[126][87]  | 2,600 t[126][87]  | 400 km/h[87]    | 1,300万馬力[87]  | エピソード4  |
| キングエクスプレス           | - 50.0 m[126][130] - （胸上まで61.2 m）[130] | 48.5 m[126][130] | 16.7 m[126][130] | 3,200 t[126][130] | 600 km/h[130]   | 1,600万馬力[130] | エピソード7  |
| ギガントドリラー             | - 50.0 m[126][131] - （胸上まで57.2 m）[131] | 40.0 m[126][131] | 17.7 m[126][131] | 4,400 t[126][131] | 350 km/h[131]   | 2,200万馬力[131] | エピソード17 |
| キングエクスプレスザビューン | - 53.2 m[126][130] - （胸上まで61.2 m）[130] | 52.0 m[126][130] | 18.5 m[126][130] | 3,200 t[126][130] | 650 km/h[130]   | 1,600万馬力[130] | エピソード22 |
| グレイトフルフェニックス     | - 49.5 m[126][105] - （翼上まで58.0 m）[105] | 62.0 m[126][105] | 16.8 m[126][105] | 2,900 t[126][105] | 800 km/h[105]   | 1,450万馬力[105] | エピソード29 |

## ヨドン軍
美しいものや、希望や輝きを忌み嫌うヨドン皇帝によって支配される、草木が枯れ、異臭がたちこめる淀んだ沼のような暗黒の地ヨドンヘイムの闇の軍団。
ヨドンヘイムにある空間を拠点とし、闇を崇拝し、他の国や星を邪悪な力を使用して淀ませる。
クリスタリアを滅ぼした後、命にあふれた美しい星である地球に標的を定め、ヨドン軍のみが使用可能な空間と空間をつなげる闇のゲートを開通させ、大規模な汚染と破壊活動によって十分に地球を淀ませ、ヨドン皇帝を降臨させようとしていた。
- 組織のマークは「Y」の字がモチーフとなっている[134]。
- 初期設定では、社長、部長、課長、平社員のような組織構成となっており、各デザインにその名残が見られる[132]。ヨドンヘイムの語源がヨトゥンヘイムであることから、沼がモチーフとなっており、「淀んで沼」と、ネットスラングの「沼にハマる」というダブルミーニングとなっている[132][95]。
- 『忍風戦隊ハリケンジャー』のジャカンジャのようにレギュラーキャラの敵幹部を大勢出して尺を使うのではなく、起承転結を各エピソードでつけて見応えのあるものにするため、本筋とは異なるラインの話ばかりであるとメインのエピソードとクロスしないことから、機能としては、ヨドンナが登場するまでは、縦軸を引っ張るガルザ、怪人を作る博士系の2体程度でいいと思い、毎回登場する邪面師や邪面獣が主役であることを打ち出すためにも都合がよかったとしている[2][46]。

ヨドン皇帝
ヨドン軍を率いる闇の皇帝。身体の中にヨドンナとシャドンの3つの人格を内包し、一度顕在化した両サイドの面を外すことで本来の姿に戻る。強大な力を持つが淀みが一定水準を満たない地球に長時間顕現出来ないため、通常はヨドンナの姿でいる。意識の部屋にある玉座に座った者（人格）が、その強大な力をヨドン皇帝と一体化することで得る。姿を現す際にはヘドロがあふれてその姿を形作って現れる。素顔以外の部位は、傷ついた部位を漆黒のヘドロによって瞬時に復元可能な無敵の再生能力を有するため、ダメージを受けない。
武器は右腕の爪からの破壊光線と振るうことで無数に分かれる左腕の鞭で、生命体に有毒なガスや液を噴射する。膨大なジャメンタルによって作り出した闇火球で巨大な爆発を発生させ、周囲を焦土と化すヨドンデストロイヤーが必殺技。
元となったのはヨドンヘイムの沼の淀みから生まれた蛇の化身であり、弱い存在であったものの自ら全宇宙で最も強固な素材で作りだした汚染の邪面を被り、倒した相手の屍を喰らうことで、その力を自らのものにして強さを増していった。その後、潜在意識下で仲間を求める自身の脳内で心の弱さの象徴であるヨドンナとシャドンを生み出し、舌を出した青い面と無数のトゲが付いた赤い面が付加された。頭部（素顔）が唯一の弱点で、葬った相手の屍を喰らうときにのみ、邪面を外す。
魔進オラディンが現れた際に初めてキラメイジャーの前に姿を現し、地球の支配を宣告する。その後、意識の部屋に入ったガルザの策略で地球に送り込まれた後、一時的に意識を葬られて玉座を奪われるが、力を取り戻してガルザを葬り、カナエマストーンの力を知り、地球に降臨する。その後、最終決戦で絶対的な強者となるために自らの手で弱さであったヨドンナを切り捨て、その再生能力でキラメイジャーを圧倒するが、カナエマストーン・イリュージョアによって幻影を見せられたことで、邪面を外してしまい素顔を晒したことから攻撃を受けて弱体化。最期はカナエマストーン・デストリアの力で強化されたスパークリングフェニックスデストリアスペシャルによって倒される。
- 近年のラスボスはシュッとしたものが多かったため、体躯がゴツくドロッと気持ち悪いヤツというイメージで、化け物じみているが顔だけ人間のようなものにすることで、怖くなるようにしている。モチーフには沼の主のようなものとして大蛇が選ばれ、蛇の王バジリスクをイメージした蛇の集合体のようなボディとなっている。メタンガスが出る沼と蛇から毒を連想し、上半身はガスマスクのようなディテールとなっており、胸のクリアオレンジの胸パーツの中はベチャットのコンセプトである八つ目となっている。当初は首が回転して表情が3つに変化する手法であったが、左右の仮面が普段の顔に被さることで面を付け替えるギミックとなった。素顔は複数のヘビを組み合わせて目は顔の左右に配置したヘビの目となっていたり、真ん中のヘビの下が唇になっているなど騙し絵のようなアプローチとなっている。
- シルエットのような感じとして処理してオープニングに登場させるため、予算の都合から造形物は最初から作られており、そこからの逆算として1年の流れは決まっており、動き出そうとしているのを示唆するのが結果的に第25話となっている。
- 赤い意識下の空間は『ツイン・ピークス』の赤いカーテンの部屋をイメージしている。照明は赤いが、カメラを通すとオレンジに見えることから色補正している。

ヨドンナ
エピソード25より登場する、ヨドン皇帝直属の秘書官を名乗る幹部。一人称は「ボク」。
手にしたムチ悪漢鞭（）で打ちつけることで邪面師やベチャットを強制的にパワーアップさせたり、姿形が同じな5種類の人格に分裂させることもできるが命を削らせてしまう。
雑な作戦ばかりを思案するクランチュラをグレードアップするため、地球を訪れ、ヨドンヘイムと地球を結ぶワープトンネルを開通させようとする。
初めは巫女として為朝たちの前に現れた後、正体を明かした。
ネガティブな部分や、怒りや憎しみは分かるものの、人間の喜怒哀楽などの感情は分からないため、人間に興味を持つ。
また、ヨドン皇帝以外の誰に対しても非情な態度を崩さず、高圧的な態度で臨み、淡々と笑わずに冷酷に話すほか、敵を挑発するように舌を出す癖がある。
為朝から「人間は物事がうまくいくと笑う」ということを教わり、以降はそうした状況と判断すると高笑いを上げ、その際は周囲に「ここ、笑うところで合ってるよね？」と問いかけることもある。
ヨドン皇帝直属の秘書官ではあるものの、ヨドン皇帝に会ったことがまだないというが、その正体はヨドン皇帝の舌を出した青い略奪の邪面から生まれた一人格であり、ヨドン皇帝そのものであったが、自身はその事実に気づかぬまま行動していた。
キラメイジャーとヨドン皇帝との最終決戦にて、カナエマストーン・リバーシアと魔進オラディンの力で石版に封印されるが、自身がヨドン皇帝が心の中に求めた皇帝が最も忌み嫌う「仲間」であり、皇帝の心の弱さの象徴としてシャドンとともに生み出されたことを知った後、危機に瀕した皇帝の意識下の中で切り捨てられ消滅する。それに伴ってヨドン皇帝の青い邪面も消滅した。
- ラスボスとしてヨドン皇帝が登場することは当初から決まっており、登場するまでのストロークとして、ガルザとクランチュラが邪面師と邪面獣を使って侵略するという形で始まったことから、中盤から登場する新幹部として、ヨドン皇帝のデザインにあった三面の顔から、別人格や別パターンの行動をする際の別形態をイメージし、シャドンととともに登場させるものとなった。早期からヨドン皇帝と同一人物であることは決まっていたが、それを悟らせない、ドSなキャラクターで、感情を持たないものとなった。プロデューサーの塚田は、感情がわからないという設定は出自は覚えていないというが、自身が好きな『寄生獣』の田宮良子（田村玲子）がルーツになったのではないかと語っている。また、桃月が芝居経験が少ないことから、そこを逆手に取って喜怒哀楽を知らないというのを形である程度キャラを型にハメている。当初は男性幹部という設定で『ジョジョの奇妙な冒険』のディアボロとヴィネガー・ドッピオのような関係性であったが、シルバーが入ったことから男ばかりになってしまったため、増やすなら女ということとなった。初登場となる第25・26話は当初『帰ってきたウルトラマン』第31話のように子供に化けたヨドンナが為朝に近づくという展開で、罠であったとしてもヒーローであるなら子供かもしれないと思ったら躊躇せずに守ろうとする信念を描くものとなったが、話が難しくややこしくなることから、為朝が籠絡されそうになるというシンプルな話となった。
- 敵の顔出しの女性幹部は『特命戦隊ゴーバスターズ』のエスケイプ以来8年ぶりとなる。
- ヨドンナを演じる桃月はオーディションではヒーロー側の方も受けていたが、悪役に興味があったため、ヨドンナ役に選ばれたのは悪役をやりたい気持ちが勝っていたためと答えている。舌を出すというのはヨドン皇帝の舌を出した青い面から来ているため脚本にあったが、桃月が今までにしたことがないことをしなければならないと思ったため、目を見開いて舌を出すこととなった。過去の女性幹部のように可愛さを出すとただの可愛さだけの女になってしまうため、子どもに怖がられるほど怖いほうがいいという認識で、前述の舌出しなどもなるべく可愛く映らないように意識しており、低い声のトーンで、余裕な感じで早口にならずに喋るようにしている。歴代の女性幹部が高笑いするイメージがあったが、ヨドンナ自身は「笑う」という行為そのものを理解していないため、その部分で差別化を図っている。
- 衣装のモチーフは軍服。青いキャラクターというのは、ヨドン皇帝の面の色から来ており、親衛隊ポジションであることから軍服のイメージとなった。装飾品やパイピングはクランチュラとの共通性を持たせることで、ヨドンヘイムの人が着る服というのを提示している。肩当てのカラスの装飾は、小宮が邪面師のアイデアとして出したカラスの邪面師というものが元となっているとされていたが、プロデューサーの望月はこれを否定しており、地球の文化をモチーフとした邪面師はなるべく生物を避けたいという意向があったから実現しなかったという。斜めに切り揃えた前髪は、『科学戦隊ダイナマン』のメギド王子の斜めの軍帽のツバで片目が見えないというニュアンスを、軍帽を使わずに表現している。
- 熱中症対策として衣装の後ろ部分はメッシュ加工になっていたり、ジャケット下のインナーのネクタイ部分は付け襟のようにその部分しかなかったという。
- 舌を出す際にカラスの鳴き声が響く演出は、カラスをモチーフとしていることから、カラスのようなものを入れたいという望月の提案の元、モチーフという意味でカラスの鳴き声を入れるものとなった。

シャドン
エピソード39に登場。闇のハンターで、ヨドン皇帝の右の無数のトゲが付いた赤い破壊の邪面から生まれた一人格。
影の中に身を潜めて移動する能力を持ち、沼銃クロコライフルで撃った相手を泥団子に変える。
イエローにシューティングスタービリオンで倒された際にヨドン皇帝の姿に戻り、ヨドン皇帝の右の赤い破壊の邪面が壊れ消滅した。
- モチーフはワニで、目だけを沼から出して獲物を狙っているイメージとなっている。膝にはベチャット同様、八ツ目のドクロを付けている。ヨドンナやクランチュラの服の意匠との統一感を持たせつつ、スナイパーがカモフラージュに使用するスナイパーコートを羽織らせ、ワニが獲物を仕留め血で染まった水面をイメージした袖となっている。
- 影に潜む怪人という設定だが、都合よく影は出ないことから影は合成で作っている。

ガルザ
ヨドン軍の鬼将軍。クリスタリアのオラディン王の実弟でマブシーナと宝路の叔父に当たる。
魔進を生み出す能力はオラディンより優れていたが、次男であることを理由に兄に対する憎しみと嫉妬からクリスタリアを裏切り、自身の力を認めるヨドン皇帝側に寝返り、ヨドン軍の侵略を手引きしてクリスタリアを滅ぼす。
紫を基調とする以外はオラディンに似た外見の素顔をしており、ヨドン軍となった後はその上から月の形をした邪面を被り鎧を装備している。
武器は三日月剣クラッシュエンドで、ジャメンタルをクラッシュエンドに集め、上段から振り下ろして邪悪な三日月形のエネルギーを放つ必殺技を得意とする。
また、充瑠に対する憎しみから真の邪悪なる魂ジャメンタルを覚醒させている。
自身の目的のためならば手段を選ばず、他者を欺いて利用したり、味方を捨て駒にすることも躊躇しない卑劣で残忍な性格の持ち主。また、邪魔をするものはたとえ味方であっても容赦はせず、弱肉強食であることを絶対視して弱者を徹底的に認めない。
兄に対する想いから兄弟の関係が良好だという思い込みを嫌っており、また充瑠に対しては兄と言動や考え方が似ることから憎悪の感情を抱き、特に自身の操る魔進ジョーキーの制御を奪われて作戦を邪魔された際には怒りを爆発させ、彼と甥である宝路を排除することも目的に掲げるようになる。
クリスタリアを裏切ったのは洗脳されていたからであることは自身は否定していたが、実は幼少期に閃きに優れていたため、クリスタリアの英雄の素質を持つ王家の兄弟を恐れていたヨドン皇帝によって弱い心に付け入れられ、愛する者を憎むように記憶を書き換えられて負の感情を植え付けられ、洗脳されたことが判明した。
- エピソード4での騙されていたと訴える芝居が、結果的に皮肉にも真実であったというのは、ガルザ役の中村も予想外であったという。また、キラメイジャーの仲間になるという光堕ちの想定も全くなかったという。
- オラディンを裏切ってヨドンヘイムに与しているため、クリスタリアが絡む話では意識した芝居で介入するようにしており、宝路やマブシーナなどが出てくるオラディンの意志が残るような話では会話のトーンや距離感、怒りの沸点などのテンションを普通にキラメイジャーが出てくる通常の話とは異なるようにしている。また、充瑠とマブシーナはオラディン派のため、彼らとは突き放すように行動しているが、宝路はガルザ派とオラディン派の中心にいるため、あえて隙を残した会話にしている。
- デザインモチーフは月。「変幻自在」という言葉が初期設定にあったため、満ち欠けで姿が変わる月がモチーフに選ばれた。正面の顔は昔の絵本などに描かれている横向きの三日月となっており、耳まで裂けた口となっている。また、月に向かって吠える狼の上顎も前腕に加えられている。潮の満ち引きにも影響を与える月の引力を、両肩の盾に付けた爪で表現している。顔だけでなく全体のディテールでも月に紐づく形でまとめており、闇のイメージで全体的に黒のカラーリングだが、仮面であることを分かりやすく表現するため、顔の三日月は銀色になっている。虹をモチーフとしていたオラディンとはモチーフが対になっていないが、劇中でレギュラーとして対峙するのは太陽をモチーフとしたマブシーナであるため、それが月と太陽の対比となっている。ベチャットがサラリーマンという位置付けであったため、胸の開いたところがネクタイのような形となっている。邪面のデザインが決まった後にその逆算で素顔のデザインが描かれた。月をモチーフとしていたことから、三日月のようなカーブを顔に付いた金の装飾にも持たせている。宝石が黒いことから赤い目にしたり、装飾を鼻筋に付けているなど、クリスタリア人のルールから少し外れている。
- マスクは中盤から見やすいように改造している。鎧の着用時は鎧がドッシリとしているため、動かなすぎるのをやめ、マスクを着用する前はわざと身振り手振りを多くしている。第9話ではブーツが畳を削ってしまうことから、立ち位置には緋毛氈を敷いている。
- 脚本の三条は、ガルザの立ち位置を『マイティ・ソー』のロキと捉えている。

ロードガルザ
ガルザがヨドン皇帝と一体化し、皇帝の意識を葬ることで肉体と意識の支配権を乗っ取り、新たな皇帝となった自らをイメージしたことで強化した姿。武器はエネルギー弾をも斬ることが可能な魔剣ゴルドチェーンソードで、必殺技は連続で竜巻のように回転しながら斬るトルネードスクリュークラッシュ、重力を操って押し潰して圧壊するグラビトンプレス、敵の動きを重力で封じて攻撃を見舞うグラビティックドミネード、狼を象ったエネルギーを放つビーストウルフオメガディア。
ヨドンヘイムを自ら率いようとするも、その寸前でヨドン皇帝の攻撃から充瑠を庇って致命傷を負い、死の直前に精神体となって魔進ジョーキーに魂を映して充瑠を救い、ヨドンヘイムから地球に送り届け、彼に遺志を託して消滅する。
- モチーフは三日月をモチーフとしたガルザの最強の姿であることから満月となっている。ガルザと同様の箇所は1つもないがガルザに見える、ということから全体的に金色にしつつ、月に雄叫びを上げるオオカミをイメージした仮面で、背中の輪飾りは満月をイメージしている。胸元の黒い宝石は完全にクリスタリア人の心を捨て去ったことから牙で覆っているが、クレーターをモチーフとした黒い穴をところどころに開け、ある種の虚しさを表現している。
- スーツは新規造形。

クランチュラ
ヨドン軍の作戦参謀。顔の上半分はマスクを付け、下半分は赤い人間のような口が露出しており、4つのベチャットの面が首回りに付いている。邪面と呼ばれる地球文明をモチーフとした仮面を用いて邪面師を生み出す闇の邪面遣い。
美しいものを嫌っているが、地球の事物には興味を示し、「地球文明をモチーフとしたもので地球を侵略する」ことをモットーとして掲げている。
武器である毒槍ヨドメーターには闇エナジーを測定するメーターが付いている。
ガルザとは同等の立場にはあるが、後輩のため、反発気味な態度を取るが、残虐性を警戒しており、「ガルザ、怖っ」と身を潜めることもある。
エピソード37ではヨドンナのムチによって5人に分裂し、そのうちの1人がターンテーブルゴモリュウとともに倒され、それ以降は4人が合体したクランチュラとなったことで、芸術を純粋に楽しく追究する邪面遣いの誇りに目覚める。
少しの遊び心を混ぜて邪面師を生み出していたため、同じクリエイターである充瑠と心が通じ合い、ヨドン軍を裏切り離脱しようとしたことで、ヨドン軍に謀反の意思があるとみなされ、用済みとしてヨドン皇帝に処刑された。だが、その後ガルザに助けられ、彼の依頼で作った意識を弱体化する特殊爆弾を投げ、ヨドン皇帝の意識を一時的に葬ることに成功する。その後は、宝路に捕らえられ、ヨドンヘイムへと向かうキラメイジャーたちに助力する。ヨドン皇帝が倒された後は、充瑠にヨドン軍が今後地球の文明を襲わず、侵略をしないことを告げた。
『ヨドンナ』ではチュラ族であったことが判明しており、同族からは変人扱いされている。
- モチーフはカエルで、両肩の羽根のようなパーツはヤドクガエルの後脚となっている。仮面を他のものに着ける人であるため、「頭に仮面を留めるバンドの邪面」ということとなり、仮面が頭の両側にあり、交差した仮面のバンドが顔となっている。当初は口部分も含めて仮面のイメージとなっていたが、塚田のアイデアから神尾の口を露出させることとなった。ベチャットがサラリーマンという位置付けであったため、胸元から前垂れまで、身体の中央に垂れ下がる黒い部分にネクタイの意匠が入っている。仮面を作ることから粘土ベラをモチーフとした武器となったが、闇エナジーのメーターという設定が追加されたため、目盛り部分と針が追加してデザインされた。
- キャラクターのイメージは、『おそ松くん』の頭が良くなったハタ坊。
- 口が露出していることから、アドリブが入れられず、入れたとしてもハッキリと分かるようにしている。
- 長らく性別情報は不明であったが、公式Twitterのツイートにより男性であることが発覚した。

ヌマージョ
淀みの海の魔女。かつてヨドン軍幹部招聘祝いとしてクリスタリアに呪いをかけようとした。邪面の口を開いて吐く毒はキラメイストーンを淀ませて、意志を封じるほど強力である。
オラディン王たちによって討伐されるものの、死ぬ寸前にオラディンに最も愛する女性が発症してから7日後に砂になる大いなる闇の呪いを発動してマバユイネの身体を砂に変えて消滅させる。
その邪面はヨドンナに回収され毒を改良し時雨に毒を浴びせるが、為朝と時雨の連携により破壊される。
- デザインはミンジョが先に描かれ、その逆算でヌマージョが描かれた。デザイン画は頭部のみ描かれ、衣装はスタイリストが用意したものである。沼地の風景をモチーフとしており、ミンジョとの共通性を持たせている。後頭部のモチーフは波と魔女の帽子。

ミンジョ
ヌマージョの妹。ヌマージョがオラディン王に襲撃された際に助太刀しているが、姉とは異なりオラディン王に倒されることはなく戦列を離れている。
以降の動向は魔進戦隊キラメイジャー THE MOVIE ビー・バップ・ドリームを参照。

邪面師
本作品における怪人。クランチュラによって選抜された優れた個体のベチャットがクランチュラの作る闇の力を増幅させる、ヨドンヘイムには存在しない地球の文化や文明を形にした強力な邪面を付け替えて被ることにより強化し、怪人としての力を得た上級兵士。名称は「○○邪面」。
ヨドンヘイムから地球へ邪面獣を召喚させるのに必要な闇エナジーを発生・収集させるべく、人間社会を汚染して人間の悲しみや苦しみの感情を集める。
- ベチャットの上位に位置するポジションのため、ベチャットの素体をベースにマントとベルトを追加し、色も4パターンとなっている。
- 前作までのスーパー戦隊シリーズが、大人数や2戦隊の対立構造、王道に見えて意外と変化球という枠組みだったため、「戦隊とはこういうもの」というのを体現するため、分かりやすい攻撃を繰り出す怪人など過去の戦隊に近い感じになったという。首から上でしか表現できないため、モチーフをそのままデザインしていることから、四角いモチーフは避けるようにしている。タイツ怪人というのは、『秘密戦隊ゴレンジャー』の仮面怪人から続く伝統となっている。

邪面獣
邪面師たちがヨドンヘイムに生息する闇獣に自身に紐づく邪面を被せることで固有の能力を与え、ヨドン軍のコントロール下に置いた巨大な怪物。
ヨドンヘイムにて邪面を装着し、邪面師たちの溜める闇エナジーによって地球へ繋がった闇のゲートを通って召喚されるが、質量が巨大なため、地球に召喚するための多量の闇エナジーが一定量足りなかった場合はクランチュラおよびヨドン皇帝と契約する闇の保険が適用されて上限2割程度の闇エナジーの不足分を補填して召喚される。その際には邪面師がベチャットであったころの邪面が消滅する。
邪面獣によってはベチャットを生み出せることもある。
素体となる闇獣は以下の7タイプが存在し、各作戦に適した種が選ばれる。
- 異文化であるヨドンヘイムには人間の文化はないため、「人間を異形な人間の文化の顔をしたものが苦しめたら面白い」という趣向となっている。いずれも共通項として、沼の生き物がモチーフとなっている。また、仮面を目立たせるために身体と仮面が全く異なる色となっている。
- 坂本が監督を務める回に登場する邪面獣は怪獣のように加工した人間の声ではなく、効果音として作ったものを使用し、人間のような動きをなるべくさせないことを意識している。

闇獣ヒルドン
地球のヒルのように軟体で、触手を振動させて宙に浮いて移動することができる。
- ヤマビルがモチーフとなっている。多くのヤマビルが集まって重なった感じとなり、顔も邪面を付ける前提にあるため、あまり変わった形にはしていない。飛びもののような感じで飛行形態があるものとなった。

闇獣リガニー
地球のザリガニのような甲殻を持ち、トゲ付きの表皮で突進する攻撃的な性質である。第43話にて元の姿が登場した。
- 前に頭が突き出している強そうなものとなった。個性的なパーツを素体に付けてはいけないというオーダーから、ザリガニをモチーフとしているが、ハサミがないザリガニが後ろ向きに丸ごと1匹乗っかっており、ザリガニの頭が背中の突起、ザリガニの尻尾が怪獣の首となっている。
- 素体のみの状態も制作された。

闇獣シェルガ
地球のタニシのような貝殻で身を包み、重く安定したボディを持ち、高い防御性が自慢である。
- 毛が生えた太った体型で、気持ち悪い感じとなった。

闇獣バスラ
地球のブラックバスのようなヒレを持ち、引き締まったスマートボディで、素早い動きが特徴である。大きな爪となった両腕を持つ個体も存在する。第14話にて素顔が判明し、第43話ではオラディンの処刑に使用された。
- モチーフはブラックバスだが、赤い色にするのは当初から決まっていた。水陸両用のオーソドックスなものとなった。
- 素体のみの状態も制作された。動きやすくするため、尻尾がないデザインとなったが、背ビレが邪魔だったのかスーツアクターからは一番動きにくいと言われたという。

闇獣ダガメス
地球のタガメのような鉤爪と2つの首を持ち、それぞれが自在に攻撃することができる。
- 双頭の生物がいないことから、沼に関する生物の中で昆虫の代表であるタガメがモチーフとなり、タガメの前足を首に見立てている。

闇獣ゴモリュウ
地球のコウモリダコのような羽根びれを持ち、ジェット飛行をするほか、キラメイストーンを行動不能にする地獄衝撃波を放つことができる。ヨドン皇帝の直接の支配下にある。
- コウモリがモチーフだが、これまでが水棲生物であったため、深海生物であるコウモリダコの要素も加えている。超音波で攻撃するため、発射口を両肩に付けている。
- 2人のスーツアクターが演じるものとなっている。

レムードン
詳しくは魔進戦隊キラメイジャー THE MOVIE ビー・バップ・ドリームを参照。

ベチャット
ヨドン軍のシンボルマークの仮面を付けた兵隊。ヘドロから産み出され、成分不明の悪臭を放ちながら三連ビーム砲が先端に付いた水かきが付いた熊手形武器ヌマデを装備し集団で人々に襲いかかる。
普段は「ベチャ」としか声を上げないが、経験を積むことで知能や身体能力に進化の兆しが見られることで体の色が変わり、邪面を付けると邪面師に昇格し、バックルにヨドン軍のシンボルが描かれたベルトが付き、言葉も話せる。
- 一目でどこの兵隊かを一目瞭然にするため、ヨドンマークの顔面となった。モチーフは沼で、胸元のウロコや邪面の周囲に付けたヒレに水棲生物のディテールを取り入れている。「太古の昔は、仮面を着けることで醜い顔を隠す文化が根付いた種族」という設定を考え、そこから素顔はヤツメウナギをモチーフとした醜い八ツ目顔ということとなった。サラリーマンという位置付けから、身体前面の魚のウロコのようなディテールと縦線の部分はスーツの前身頃とネクタイがモチーフとなっている。武器は使いやすそうかつ特徴的なものとして、モチーフは熊手となった。

シビレベチャット
シビれる体液を有するモグラタタキ邪面が配置するベチャット。
ハイパーベチャット
ヨドンナが悪漢鞭で打ちつけることで強化されたベチャットで、ゾンビのように襲い掛かる。しかしその代償として負荷に耐えきれずに力を使い果たすと崩壊し、ヘドロのように崩れ落ちる。
エンペラーガードベチャット
ヨドン皇帝の体から暗黒のオーラをまといながら放たれる皇帝を守るベチャット。ヨドン皇帝と契約した証として邪面に傷がある。

### ヨドンヘイムの装備・戦力
ヨドンチェンジャー
1つ目は第18話に登場。宝路がジャメンタルに支配された際にシャイニーキラメイチェンジャーが紫色に変化し、闇パワーで邪悪キラメイシルバーにヨドンチェンジ（変身）した。
2つ目は第25話より登場。ヨドンナがこねた泥でシャイニーキラメイチェンジャーを模して作ったダークデバイス。通信機能のほか、中央のボタンを押してディスクを回すことでヨドンナがコスプレした姿から本来の姿へとヨドンチェンジする機能も持つ。また、シャドンも同様のものを装着していた。
- ヨドン軍のイメージでシャイニーキラメイチェンジャーのカラーリングを変更している。
- 元々は脚本に描写はなく、制作が急遽決定したアイテムであったため、1話限りの登場ではもったいないことから、ヨドンナの声を入れて再度登場させるものとなった。ヨドンチェンジによってコスプレ姿からヨドンナの姿に戻るという設定は、ヨドンナを演じる桃月がコスプレイヤーであったというのはあまり考えておらず、邪悪シルバーが登場したときに、すでに新幹部がヨドンチェンジャーを使用することは決まっていたという。

魔進ジョーキー
#キラメイ魔進を参照。

## その他の敵キャラクター
モンストーン
意志を持たずに本能の赴くままに行動する怪物石で、キラメイストーン同様、地球にも眠っているがそれとは異なる進化を経ている。
普通の石の状態で地中に埋まっているが、掘り起こされると怪物の姿となり、体を粒子状にさせて対象の体に侵入して融合する特性があり、それが邪面師であれば力を強大化させてしまう性質を持ち、それ以外であればよくない作用を受ける場合がある。
また、キラメンタルの干渉を阻害する特殊な毒気を常に放っており、魔進たちはこれが原因で山で遭難した小夜を探すのに苦戦したことがある。
また、宝路の体内のモンストーンが邪悪化した暗黒怪物石邪悪モンストーンも出現した。
- モチーフは鉱石。ハズレ版のカナエマストーンということや、その後も使用することを前提としたキャラクターとして何度も描き直されたという。邪悪モンストーンは、モンストーンの違いを明確にするため、体型のバランスを人型に近付けている。ギガントドリラーと戦うことから、腕の形状を真っ直ぐで円錐のような形状から刃物や爪状のような感じで曲げている。禍々しさを表現するため、全体的に全身のトゲをカーブさせている。

## 設定・用語

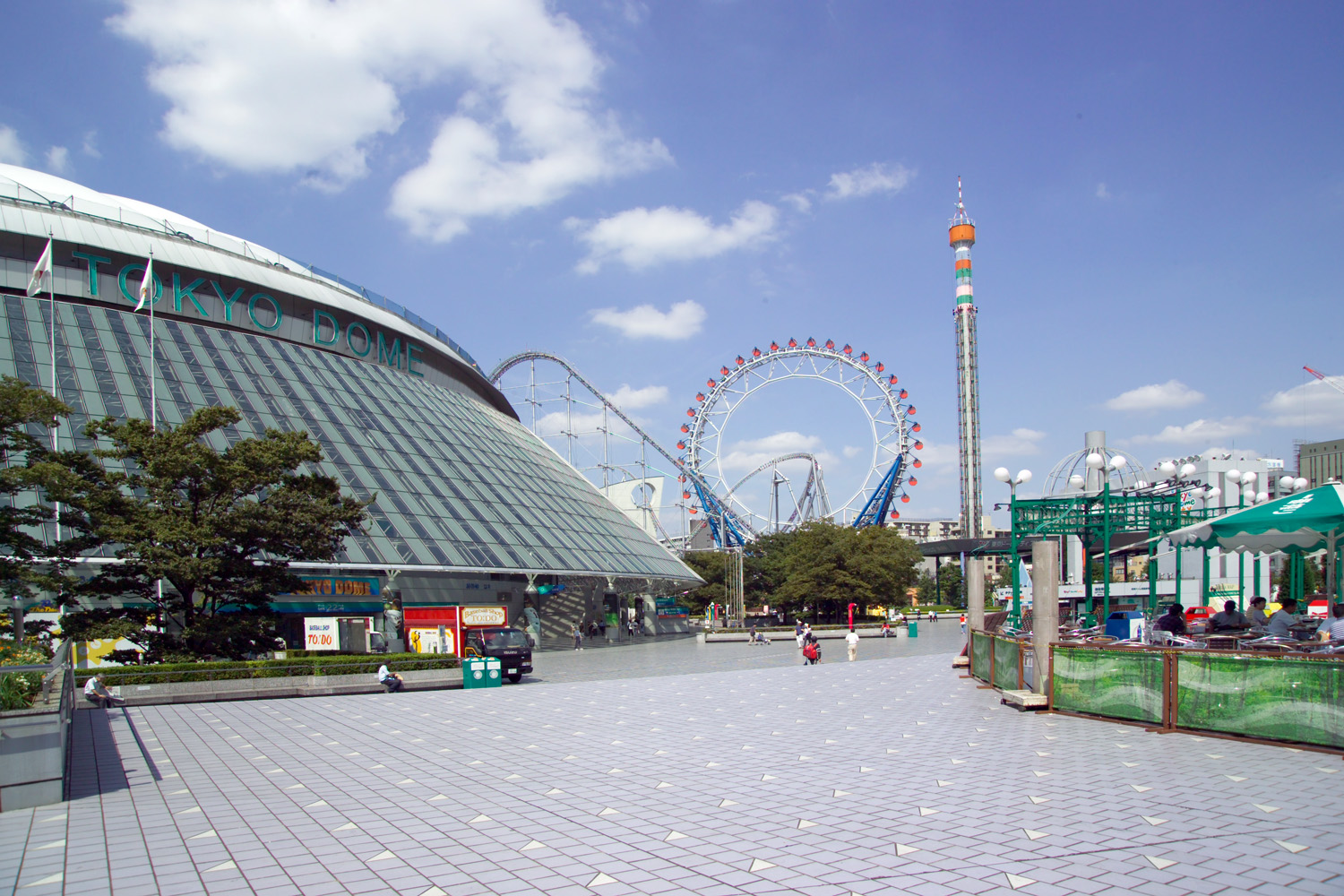
聖地アタマルドの外観として、屋外の撮影に使用された東京ドームシティ

キラメンタル
キラメイジャーの力の根源。キラメイジャーへ変身する者に求められる気持ちが高揚したり、ワクワクする人がキラキラ輝く際に発する心のエネルギーで、魅力や才能にあふれる人物に元々備わった輝く精神。
強いキラメンタルを持った者がクリスタリアに伝わる神秘の宝石キラメイストーンの相棒に選ばれ、強さの大小は人それぞれではあるものの誰でも持っており、自らを鼓舞することで無限に湧き上がるが、消耗すると魔進とのリンクやチェンジすることができない。

代役ン（）
充瑠が「ひらめキーング！」してブルーダイヤで作り出した代役として用いる人形。
人形の手の部分を握ることで対象のコピーに変化し、変身さえできるが、オリジナルより感情に乏しく才能も劣る。
仕事などでメンバーが戦闘に参加できないとき、本人が到着するまで戦闘の代役をする。代役が終わった後は、お互いのお尻を合わせることで元の人形に戻る。名付け親は博多南。

ココナッツタワー
湾岸地帯にあるココヤシ（ココナッツの木）の形状をした巨大なタワー。
表向きは宝飾ブランド会社『ココナッツベイ』本社だが、それと同時に会社内部に極秘で設立したCARATの基地機能を有し、シークレットルームにはCARAT作戦室がある。

ブルーダイヤ
マブシーナの涙から生成される青い宝石のキラメイストーン。イメージ形成によりキラメイジャーの武器や代役ンを作り出せる。

ジャメンタル
キラメンタルと相反するヨドンヘイムに伝わると言われる真の邪悪なる魂。作中ではガルザがこの精神に覚醒している。憎しみ、嫉妬、怒りの3つの感情が高まるほどにその強さを増していく。

カナエマストーン
勾玉状のストーンで4つ全て集めるとなんでも願いが叶うといわれている究極の秘宝。
4つ揃えた願いとは別に各ストーン1つでも固有の力を使うことができ、力を開放した後は一時的に黒く変色するものの直に回復する。
カナエマストーン・デストリア
第17話にて洋館の壁にある柱時計にて入手。破壊を司る秘宝。色はオレンジ。キラメイシルバーの体内にあった邪悪モンストーンを破壊したり、必殺技の破壊力を高める際に使用。
カナエマストーン・リバーシア
第21話にてツリザオ邪面が時間神社の地中から発見し、後に奪取。時間逆行の力を持つ秘宝。対象が見知っている過去に20分間だけさかのぼれる力を持つ。ヨドン皇帝との最終決戦では、博多南が開発した、任意の時間に対象を逆行させることが可能なアダプターで、リバーシアの力をキングエクスプレスザビューンに搭乗したキラメイイエローが遠距離からヨドン皇帝に放射し、ヨドンナの姿に戻した。
カナエマストーン・エネルギア
第25話で不死鳥伝説のある神社の境内近郊の山中に埋まっていた。強力化の力を持つ秘宝。モンストーンに吸収され巨大な姿に変貌するが、その強さに体組織が耐え切れずに崩壊した。充瑠のひらめキーングでブルーダイヤからキラフルゴーアローを生み出す。
カナエマストーン・イリュージョア
第38話で三日月型の岩の中にあった。魔性の幻影を見せる力を持つ秘宝。近づいた者の深層意識を引用した幻覚を見せ、囚われさせてしまう。当初は充瑠が回収するも、ヨドンナに奪われる。その後はクランチュラが八太三郎から邪面獣ジイシキジェルガを生み出す際に悪用した。ヨドン皇帝との最終決戦ではクランチュラから受け取り、ヨドン皇帝に幻影を見せた。

聖地アタマルド
オラディン王の精神が創り出した理想郷の世界。ミラクルストーンがあったが王の死により輝きを失っていた。聖地へはハコブーでしか行くことができない。魔進となったオラディンはいつもはこの聖地におり、キラフルゴーアローからの要請で飛来する。
- 東京ドームシティでロケが行われたが、これはシアターGロッソに遊びに来た子どもたちが、アタマルドであると喜んでもらえるようにという塚田の思いが込められている。金色の扉は2つのみ作り、あとは合成で増やしている。

## キャスト

### レギュラー・準レギュラー
熱田充瑠役の小宮璃央は、本作品が俳優初挑戦で、テレビドラマ初出演である。また、レッド役としては歴代最年少でもある。その他のメンバーは、既にキャリアのあるキャストが選出された。東映プロデューサーの望月卓は、木原や水石ら実力者が周りを支えられる算段が立ったから小宮を抜擢できた部分もあると述べている。
クリスタリア宝路役の庄司浩平は本作品が俳優デビューとなった。
- 熱田充瑠 / キラメイレッド[注釈 38] - 小宮璃央[165][注釈 39][注釈 40]
- 射水為朝 / キラメイイエロー - 木原瑠生[165][注釈 39]
- 速見瀬奈 / キラメイグリーン - 新條由芽[165][注釈 39][注釈 41]
- 押切時雨 / キラメイブルー - 水石亜飛夢[165][注釈 39]
- 大治小夜 / キラメイピンク - 工藤美桜[165][注釈 39]
- クリスタリア宝路 / キラメイシルバー - 庄司浩平[167]（12 - 45）
- 博多南無鈴 - 古坂大魔王（1 - 38、40 - 45）[165]
- ヨドンナ[注釈 42] - 桃月なしこ（25 - 45）

### 声の出演
- 魔進ファイヤ[注釈 43] - 鈴村健一[165]
- 魔進ショベロー[注釈 44] - 岩田光央[165]（1 - 11、13 - 21、23 - 26、28 - 36、38 - 42、44、45）
- 魔進マッハ[注釈 45] - 赤羽根健治[165]（1 - 11、13 - 21、23 - 39、41、42、44、45）
- 魔進ジェッタ[注釈 46] - 大河元気[165]（1 - 36、38 - 42、44、45）
- 魔進ヘリコ[注釈 47] - 長久友紀[165]（1 - 36、38 - 42、44、45）
- 魔進ザビューン[注釈 48] - 吉野裕行（21 - 24、27、28、30、33 - 37、38、40、42、44、45）
- 魔進ハコブー - 稲田徹（28 - 30、32 - 37、39、42、44、45）
- 魔進リフトン - 穴井勇輝（5、6、14、36、40）
- 魔進ローランド - 小峰一己（5、6、17、36）
- 魔進キャリー - 前川綾香（5、7、14、36、37）
- 魔進ダストン - 山森圭介（14、15、18、28、36、40）
- 魔進マゼラン - 島津孝暢（16、18、28、36）
- マブシーナ - 水瀬いのり[165]
- ガルザ - 中村悠一[165]
- クランチュラ - 高戸靖広[165]（1 - 21、24 - 32、34 - 45）
- オラディン / 魔進オラディン / ナレーション - 杉田智和[165][168]（1、2、4、8、13、18、21 - 23、26、28 - 39、42 - 45）
- マバユイネ - 桑島法子（21 - 23、45）
- ヨドン皇帝 - 山路和弘（37 - 39、41 - 45）

### ゲスト
- 獅子鷹宮健太 - 類（1、20、42）
- 定光はるひ - 水野花梨（1、20、42）
- アナウンサー - 中川栞（1）
- ナレーション - 宮島咲良（3）
- 監督 - 大林勝（3、15）
- 家臣役 - 清家利一（3）
- 侍役 - 蜂須賀祐一（3）
- 家臣役[注釈 49] - 岡田和也（3）[169]
- 幼いマブシーナ - 佐々木美琴（4、15、23[注釈 50]）
- 幼い為朝 - 神尾優典（5）
- 為朝の祖父 - 斉藤昌弘（5）
- 大文字鉄夫 - 右門青寿（6）[10]
- 幼い小夜 - 浅田芭路（6）
- 門下生 - 榎木薗郁也（6）
- 医師A - 藤原智之（6）
- 医師B - 太田正孝（6）
- 医師C - 太田正一（6）
- 解説者 - 石川けん（7）
- 会社員A - 多田無情（7）
- 会社員B - 寺田みなみ（7）
- 警備員A - 中田裕士（8）
- 警備員B - 寺本翔悟（8）
- 村雨真木埜 - 近藤里沙（9）
- 少女瀬奈 - 中村優月（9）
- 少女真木埜 - 川野ゆい（9）
- 読み手 - 木本景子[注釈 51]（9）
- 古寺良世 - 大和田南那（10）[170][171]
- 川田洋次郎 - 天羽尚吾（11）
- 実況 - 平岩康佑（11）
- 救助隊員 - 川崎誠一郎（12）
- 幼女[172][注釈 49] - 太田結乃（13）
- 五十嵐睦美、佐々木駿也、関口あきら（13）
- おばちゃん - 真下有紀（14）
- リカコ - 木内舞留（15）
- 池松秋保 - 中原果南（16）[注釈 52]
- 池松秋保（高校時代）[173][注釈 49] - 豊田ルナ（16）
- 島田太一、長谷川俊紀（16）
- たけし - 番家天嵩（19）
- ゆき先生 - 木下桜（19）
- チャラ男 - 星乃圭吾（19）
- マダム - 今藤洋子（19）
- 柿原瑞希 - 西葉瑞希（20、42、44、45）
- 先生 - 酒井貴浩（20）
- おねえさん - 宮島咲良（21）
- 彼女 - 池永亜美（21）
- 鳩間みのん（23）
- 幸也 - 加藤憲史郎（24）
- 医志團メンバー[174] - 大西洋平（大西）[注釈 49]、出口たかし（出口）[注釈 49]、龍神貴穂（日本コロムビア）[注釈 53]（24）
- 幼い充瑠[106][175][注釈 49] - 高橋成虎（25）
- ヌシカンさん - 佐戸井けん太（25、26）
- 真咲なつめ - 桑江咲菜（27）
- 真咲美希 - 伊藤かずえ（27）
- ポーチの声 - 高岡香（27）
- 中野良太郎（28）
- 無鈴少年 - 浅田壮摩（30）
- 龍生 - 高須敦斗（31）
- 七緒 - 陽月華（31）
- 日下優人 - 小南光司（32）
- アイス屋の主人 - 松本寛也（35）
- 闇ラッパー - 晋平太[176][注釈 54]（36）
- カフェの店員 - 宮崎理奈（37）
- 車の中の父親 - 中村敦（37）
- 八太三郎 - 賀屋壮也（かが屋 / 40）
- カロリー - 徳山凛響（40）
- 男 - 川越諒（40）
- 女 - 千広真弓（40）
- 幼いガルザ[106][注釈 49] - 永島叶和（42、43）
- 幼いガルザの声[177][注釈 49] - 川井田夏海（42、43）
- 幼いオラディンの声[177][注釈 49] - 菊池勇成（43）
- 幼いオラディン[106][注釈 49] - 小竹結梨（43）

### スーツアクター
キラメイレッドのスーツアクターを務める伊藤茂騎は、オープニングで走るシーンを撮影中に肉離れを起こしたことから、オープニング・エンディングの一部のシーンと、第1・2話は岡田和也が代役を務めた。
- キラメイレッド[出典 74]、ベチャット（38）[出典 75]、熱田充瑠（吹き替え / 7,41）[179][166] - 伊藤茂騎
- キラメイイエロー[出典 74]、キラメイイエロー（偽者 / 29）[180] - 蔦宗正人
- キラメイグリーン[出典 74]、速見瀬奈（吹き替え / 37）[66][注釈 55] - 五味涼子
- キラメイブルー[出典 74]、押切時雨 / キラメイブルー（偽者 / 29）[72][51]、ベチャット（38）[出典 75] - 竹内康博
- キラメイピンク[出典 74]、大治小夜（吹き替え / 7）[179][78] - 下園愛弓
- キラメイシルバー[出典 76]、ギガントドリラー[86][126]、キラメイゴールド[88]、カートヒルドン（35）[88] - 高田将司
- ガルザ[出典 77]、ロードガルザ[133][148]、スモッグジョーキー[148] - 矢部敬三
- クランチュラ[183][133] - 神尾直子
- ヨドン皇帝[133]、シャドン[133]、キラメイレッド（オープニング、エンディング、1,2）[166] - 岡田和也
- ヌマージョ[133]、大治小夜（吹き替え）[184] - 宮澤雪
- マブシーナ[183][30]、マバユイネ[出典 78] - 野川瑞穂
- オラディン[出典 79]、キラメイジン[出典 80]、ランドメイジ[出典 81] - 藤田洋平
- キングエクスプレス[出典 82]、キングエクスプレスザビューン[126][100]、ラグビー邪面（2）[187] - 森博嗣
- グレイトフルフェニックス[出典 83]、邪面獣[100] - 草野伸介
- スモッグジョーキー[126] - 齊藤謙也
- モグラタタキ邪面（17）[出典 84]、ナゾカケ邪面（32）[189][3] - 村岡弘之
- リセットボタン邪面（11）[148] - 大林勝
- バクダン邪面（25）[190] - 神前元

## スタッフ
東映プロデューサーは、『特捜戦隊デカレンジャー』などを手掛けた塚田英明と『宇宙戦隊キュウレンジャー』などを手掛けた望月卓が担当。脚本もシリーズを歴任した荒川稔久が手掛ける。メイン監督は主に平成仮面ライダーシリーズを担当していた、戦隊シリーズは初担当となる山口恭平、作中音楽は松本淳一がそれぞれ担当。両名ともシリーズ初参加となる。キャラクターデザインは、K-SuKeが『キュウレンジャー』以来3年ぶりに担当し、全ての敵デザインを単独で手掛けた。
第36話の監督を務めた田﨑竜太は、『星獣戦隊ギンガマン』以来の登板となる。
- 原作 - 八手三郎
- 連載 - テレビマガジン、てれびくん
- プロデューサー - 井上千尋[195]（テレビ朝日）、島川博篤（テレビ朝日、1 - 16）、塚田英明[195]・望月卓（東映）、矢田晃一・深田明宏（東映エージエンシー）
- 脚本 - 荒川稔久[195]、下亜友美、三条陸、井上テテ、金子香緒里、横手美智子、徳永富彦
- 音楽 - 松本淳一[195]
- アクション監督 - 福沢博文[195]
- 特撮監督 - 佛田洋[195]
- 監督 - 山口恭平[195]、坂本浩一、渡辺勝也、竹本昇、加藤弘之、田口清隆、田﨑竜太、葉山康一郎
- 撮影 - 松村文雄、相葉実、大沢信吾、岩﨑智之
- 録音 - 伝田直樹、関根光晶、中山寿範
- 照明 - 堀直之、本田純一、柴田守、稲嶺司、林大樹、玉川直人
- 編集 - 若松広大
- 美術 - 岡村匡一
- チーフ助監督 - 塩川純平、茶谷和行、谷本健晋
- スクリプター - 高山秀子、國米美子、柿﨑徳子、栗原節子、高遠桜、坂本希代子
- 整音/選曲 - 宮葉勝行
- 効果 - 桑原秀綱（SoundRound）
- 制作担当 - 田中耕作、石切山義貴、東正信、喜多智彦
- ラインプロデューサー - 青柳夕子
- 計測 - 佐藤真之、邊母木伸治
- モニター担当 - 瀬尾幸夫（1 - 41）、川端健太（42 - 45）
- 撮影助手 - 葉山昌堤、山田一都、加藤瞭一、川端健太、大渕ひなこ
- 医療監修 - 岡野佳子、小泉信達
- 看護指導 - 石田喜代美
- 操演 - 橋本一輝（ライズ）
- MAオペレーター - 錦織真里
- EED - 菊地光洋
- EED助手 - 西田光憲（東映デジタルラボ）
- 技術運営 - 林和哉
- 仕上進行 - 川崎秀彦、行成杏奈
- 助監督 - 葉山康一郎、荒川史絵、関根佑介、上窪貴一、杉澤飛龍、吉田尅隻、田渕大倫、前田啓太、奥野竜也、関祐太朗、佐藤音二郎
- 原稿担当 - 佐々木智章
- 絵コンテ - 伊藤康洋、田中浩二
- 進行主任 - 田中耕作、石切山義貴、式守修、喜多智彦、永井大裕
- 進行助手 - 永井大裕、市川大貴、山崎敦貴、鈴置和己
- 制作デスク - 高野葉月、中村光希
- タワーデザイン - 田嶋秀樹（石森プロ）
- マットアート - 木村俊幸、原満陽子（LOOPPHOLE ）
- キャラクターデザイン - K-SuKe[196]
- イラスト - 渋谷亮介
- 企画協力 - 企画者104
- 資料担当 - 松井大、神内大輝
- キャラクター管理 - 佐藤藍
- 宣伝 - 森千明
- インターネットデータ放送 - メディプレ
- AP - 磯田ゆう（17 - 45）、瀧島南美
- 視覚効果 - 沖満
- VFXスーパーバイザー - 山本達也
- 制作 - テレビ朝日、東映、東映エージエンシー

## 音楽
オープニング・テーマ「魔進戦隊キラメイジャー」
作詩 - 藤林聖子 / 作・編曲 - KoTa / 歌 - 大西洋平
正式なオープニングとしては第2話より使用。併せて使用が開始された通常のオープニング映像では、冒頭と最後で歌詩中の戦隊名の部分に合わせてタイトルロゴを表示している。
- 主題歌シングルが4月20日付オリコン週間シングルランキングで第10位にランクインしている。
- イントロのファンファーレは5人（のちにシルバーを含めて6人）をイメージして、KoTaがつけたもので、オープニング映像では音に合わせて個々のマスクのアップが切り取られているが、曲を作ったスタッフたちからの指示はしていなかったという。

エンディング・テーマ「キラフル ミラクル キラメイジャー」（第1話 - 第22話、第32話 -）
作詩 - 藤林聖子 / 作曲 - 岩崎貴文 / 編曲 - 籠島裕昌 / 歌 - 出口たかし / 振付 - 幸
イントロ中にミニコーナーが挿入される。
- 90年代初頭のユーロ系のようなアレンジにしている。

キラメイ音楽祭・エンディングテーマ
キラメイ音楽祭と題して第23 - 31話で実施される特別企画で、9週にわたりキャラクターソングをフィーチャーした特別仕様のエンディングを、週替りで放送する。ミニコーナーは挿入されない。
「クリスタル・シグナル」（第23話）
作詩 - 金子麻友美 / 作曲 - 久下真音、金子麻友美 / 編曲 - 久下真音 / 歌 - マブシーナ（CV：水瀬いのり）
- 「スモーク・オン・ザ・ウォーター」をイメージしたある曲を研究し、それに対して「マイ・シャローナ」のオマージュを入れ、マブシーナを異星のアイドルに見立てている。
- 劇中のライブシーンでは、「キラ☆」というポーズではなく水瀬に合わせて「ボナペティ」となっている。

「勇気を奏でて」（第24話）
作詩 - 出口たかし / 作曲・編曲 - 大西洋平 / 歌 - キラメイバンド / 演奏 - ミラクルチンパンジー
- 劇中で子供が作った曲という設定のため、あまり難しすぎず、シンプルで子供が作りそうなメロディラインの曲として制作されたため、サビは「ドレミファソラシド」と子供を意識している。「勇気」「キラメキ」「メロディ」の3つの言葉をメインのテーマに、本作品のための応援ソングとしても作っているが、コロナ禍の中でも少しでも前を向けるようにと制作されている。
- オープニングとエンディングを担当する大西と出口がコロナ禍の中でイベント稼働ができなかったことから、本作品への出演オファーが来、その後バンドの曲を必要としていたため、2人が作詩作曲をすることとなった。実際の演奏は、キラメイバンドではないが、練習したら演奏できるという、技量を踏まえて作った曲でもある。

「ひらめキーング！かがやキーング！」（第25話）
作詩・作曲・編曲 - 岩崎貴文 / 歌 - 熱田充瑠（小宮璃央）
- 小宮はZero PLANETのメンバーだが、ソロとしては初歌唱となる。

「弾丸Shooting Star」（第26話）
作詩 - マイクスギヤマ / 作曲・編曲 - D&H / 歌 - 射水為朝（木原瑠生）
- 歌詩には、漢字の当て字として「ヒカリ」が多用されている。そのため、木原はクールな為朝を表現して歌ったという。

「Winding Road」（第27話）
作詩・作曲・編曲 - 佐藤厚仁 / 歌 - 速見瀬奈（新條由芽）
第27話ではメロオケとしてラストシーンにも使用されている。
- イメージは90年代のスポーツドリンクのCMソング。ピアノを習っていた新條が譜面通りに歌っていたため、少し崩して歌ってもらったという。

「Perfect Blue」（第28話）
作詩・作曲 - 大西洋平 / 編曲 - 水口浩次 / 歌 - 押切時雨（水石亜飛夢）
- 楽曲のイメージは第3話の時雨のドキュメンタリー番組のテーマソングで、歌詩はほかのメンバーとは素の自分でいられる反面、痛みを周囲に知られまいと耐えることもあるという時雨の心情を押し通したものとなっている。

「キセキをユメみる？」（第29話）
作詩・作曲 - 高取ヒデアキ / 編曲 - 籠島裕昌 / 演奏 - ZETKI / 歌 - 大治小夜（工藤美桜）
「博士じゃないよ、博多だよ！しかも南だよ！」（第30話）
作曲 - 古坂大魔王、Carlos K. / 作詩・編曲・歌 - 博多南無鈴（古坂大魔王）
宝路が初登場したエピソード12の放送日である2020年6月28日の1年後の2021年6月28日に東映特撮YouTube OfficialでMVが配信された。脚本・構成・監督は葉山康一郎。『キラメイジャーVSリュウソウジャー』の劇中で宝路が映画館で眠っていた際に見ていた夢であり、博多南と宝路の兄弟の絆が描かれている。
- 監督の渡辺が、現場で博多南のことを「博士」と呼んでいたため、古坂がそのままそれを曲にしたという。音楽プロデューサーの穴井は、古坂が「キラフル ミラクル キラメイジャー」の時代感から80年代のサウンドになったと憶測している。
- 作詩・作曲・編曲、レコーディングやマスタリングもすべて古坂が担当している。楽曲的イメージは杉本彩の「B&S」で、ピコ太郎の音としてローランド・TR-808のカウベルを使用している。Aメロの歌詩の頭文字を拾うと「PPAP」になるなど音楽的な伏線を多く入れている。「P」から始まる単語として「フェニックス」を入れたが、グレイトフルフェニックスが登場前に作詩したため偶然の一致であったという。ライブを想定して「無鈴〜」というコールアンドレスポンスを入れている。

「ワンダー守護神」（第31話）
作詩 - 阿木燿子 / 作曲 - 宇崎竜童 / 編曲 - 水口浩次 / 歌 - クリスタリア宝路（庄司浩平）
- 庄司が山口百恵が好きだったことから、「ヨドミヒメの歌」を作編曲した水口の所属していたホリプロ経由で、阿木と宇崎にお願いしたという。無骨な男を表現するため、低い声で歌ったという。

挿入歌
「ヨドミヒメの歌」（第10話）
作詩 - 荒川稔久 / 作曲・編曲 - 水口浩次 / 歌 - ヨドミヒメ（大和田南那）
- 「初見では少し友達にはなれそうにない人と思える不気味な曲」というオーダーから、低い歌声に加工したり、沼に沈むボコボコというSEを入れている。
- 大和田は元AKB48のメンバーだが、ソロとしては初歌唱となる。

「魔進合体 キラメイジン」
作詩 - 藤林聖子 / 作曲 - 松本淳一 / 編曲 - 松本淳一、齋藤優輝 / 歌 - 串田アキラ
「キラトーーク！ 相方大好き魔進」で使用。
- メロディは現代音楽畑で活躍する松本のため、独特の構成でチャレンジしていたことから、歌唱は安定感のあり、ザ・ヒーローの串田が担当することとなった。

「キラメイ☆ACTION!!」
作詩・作曲・編曲 - YOFFY / 歌・演奏 - サイキックラバー
「キラトーーク！ このバトルがスゴイ!!」で使用。
- 以前塚田が担当していた『デカレンジャー』や『魔法戦隊マジレンジャー』でともに仕事をしていたサイキックラバーが起用された。

「貫きシャイニング！キラメイシルバー」
作詩 - 藤林聖子 / 作曲 - 松本淳一 / 編曲 - 渡部チェル / 歌 - 出口たかし
第12話より使用。
「ゴーキラメイジャー」
作詩・歌 - 大西洋平 / 作曲・編曲 - 持田裕輔
- マイナーとスピード感で少し影のある曲となっている。

「豪勇！グレイトフルフェニックス」
作詩 - マイクスギヤマ / 作曲 - 設楽哲也 / 編曲 - 渡部チェル / 歌 - 宮内タカユキ
- 不死鳥ということから、病気から復帰し、今もなお歌い続けている宮内にオファーしたという。

## 制作
スーパー戦隊シリーズ第44作目で、モチーフには「宝石」と「乗り物」が採用されている。前作『リュウソウジャー』のモチーフが「恐竜」と「ファンタジー」であったため、「乗り物」がモチーフとして選ばれ、『仮面ライダーオーズ/OOO』のカンドロイドや『ゴールドライタン』のように同一の形状のものが変形して乗り物になるという案が出たため、「宝石」も選ばれ、「クリアパーツを使用したキラキラした明るい乗り物戦隊」となった。宝石モチーフであることから、クリアパーツを素材的に押し出すこととなるが、ロボのスーツ造形の都合上これまで避けられてきたが、前作『リュウソウジャー』のヨクリュウオーで大々的にスーツや玩具にクリアパーツを使用することが実現できたため、車と宝石がモチーフとなった。当初は宝石であることから魔法の要素の比重も高かったが、その要素が消えてアイテムやキャラクターの各所に見られる魔法陣の意匠はその名残りとなっている。宝石は一般的には男の子が好きなモチーフではないとされているが、プロデューサーの塚田は男女問わずキラキラした豪華さは惹かれるものとして押し切れるであろうとしている。
人間ドラマ面では、「輝き」や「キラメキ」をテーマに芸能やスポーツだけでなく、戦隊メンバーは様々な世界で活躍するキラキラ輝く人たちが活躍するというのを題材にしており、それぞれの能力を活かしたヒーローとしての輝きや成長を描く。また、塚田は『ウルトラマンレオ』や『獣拳戦隊ゲキレンジャー』のように負けるくだりを必然的に入れるのではなく、あまり苦戦せずに華麗にかつ強いヒーローにしたかったとしている。「明るく楽しいキャラクター」というのは、同時期に放送されていた『仮面ライダーゼロワン』がたくさん悩みが降りかかる主人公のため、なるべく否定的でネガティブなイメージを避けて「肯定する」主人公となったためである。メイン監督の山口恭平やプロデューサーの塚田英明は、近年のスーパー戦隊は大勢のメンバーや年間を通じてVSをするなど「らしくない」ものが続き、前作『リュウソウジャー』も王道に見えてそうでなかったなど変化球の作品であったため、スーパー戦隊らしいスーパー戦隊として自身が視聴していた昭和のスーパー戦隊シリーズのイメージを現代に対応させた王道の作品を再定義して目指していることを語っている。後のインタビューで塚田はテーマを「キラメキ」としたことで、世界がコロナ禍で閉塞感が満ちる大変な時だからこそ、子どもたちが本作品を見てキラキラした気分になり憂鬱さを吹き飛ばせるポジティブな話にすることを目指したという。また、ゴーキラメイジャー誕生のエピソードのように、「ヒーローとはこういうもの」と思われるところを、期待を裏切らずに予想を良い意味で裏切ることを意識しており、かつての価値観と今の価値観では変わらない部分はあるものの、変わっている部分も当然あるため、ありきたりな物語にしないことを心掛けている。
アイテム面では、本作品は従来のような連動アイテムがまったくなく、それに代わるプレイバリューとして、ヒーローと魔進の相棒戦隊であるコンセプトから、商品に各キャラクターの声を多く収録し、それだけで本作品の世界観が楽しめるようなアイテムとなった。
各話のゲスト悪役として、等身大怪人である邪面師と巨大怪獣である邪面獣の2種類が登場するのも特徴である。当初は巨大戦を際立たせるためにウルトラ警備隊のようなものが活躍するような感じにし、等身大のアクション回がない回も考えられていたが、前半のアクションがなくなってしまい、スーパー戦隊としてのオーソドックスな部分を残すために、従来のスーパー戦隊に近い物語の中で、邪面師と邪面獣の構造のみを残して、それを上手く使っていく感じとなった。デザインは怪人も怪獣も複数用意された首から下のみの身体の素体の仮面をすげ替える形となっており、造形の物量面での問題をクリアしている。ボリュームのある敵を巨大戦にし、ボリュームのない敵を等身大にすることでメリハリを付け、共通のスーツおよび怪獣の素体をローテーションして、作り変えた新規造形の面にすることで予算の中でも怪人と怪獣の別々の2体を制作することを可能としている。ただし、邪面師と邪面獣が同じ面を被るのみであると面白くないことから、邪面師とは少しズラした邪面を出すことで新たな怪獣を毎回出せたという。ロボ戦をドラマの肝にするため、巨大化した怪人ではなく怪獣が存在する世界にいる怪獣ということになり、邪面師との戦いは前哨戦で、邪面獣との戦いをメインにしている。巨大戦は従来、コマ数を落として早く動くことが多いが、本作品ではあえてコマ数を上げてゆっくり動かしている。
前作『リュウソウジャー』との差別化から、アクションシーンを際立たせるために、有利に変身前の状態から立ち回るのではなく、人間のときには戦わず、逃げて逃げた後に変身してから戦うというコンセプトとなった。また、変身後のアクションも当初はエフェクト的にではなく視覚的にキラキラ感を表現するために、毎週白バックで戦っている画を挿入する案もあった。
新型コロナウイルスによる影響を受け、眉間にシワを寄せてシリアスなものを見せるのではなく、本作品のテーマである「キラキラ」輝いていて、楽しく明るい1話完結の面白い話というのをなるべくキープさせるため、ストレスを少なくさせるように早めに伏線を回収し、要所要所に物語のうねりやクライマックスへの盛り上げを絡ませている。

## 放送日程
- 話数のカウントは「エピソード〇」と表記。
- サブタイトルは、東映映画のタイトルのパロディとなっている[39][65]。

| 放送日         | 放送回          | サブタイトル             | 登場怪人 | 脚本       | 監督       |
| -------------- | --------------- | ------------------------ | --- | ---------- | ---------- |
| 2020年03月08日 | エピソード1     | 魔進誕生！               | - 邪面獣ジャグチヒルドン                                                                                               | 荒川稔久   | 山口恭平   |
| 3月15日        | エピソード2     | リーダーの証明           | - ラグビー邪面（声 - 田中美央） - 邪面獣ラガーリガニー                                                                 | 荒川稔久   | 山口恭平   |
| 3月22日        | エピソード3     | マンリキ野郎！御意見無用 | - マンリキ邪面（声 - 井口祐一） - 邪面獣マンリキシェルガ                                                               | 荒川稔久   | 坂本浩一   |
| 3月29日        | エピソード4     | 亡国のプリンセス         | - ネアンデルタールジン邪面 - 邪面獣キュウセッキバスラ                                                                  | 荒川稔久   | 坂本浩一   |
| 4月05日        | エピソード5     | ショベローまかりとおる！ | - ジョイスティック邪面（声 - 山本兼平） - 邪面獣キャッチャーリガニー                                                   | 荒川稔久   | 渡辺勝也   |
| 4月12日        | エピソード6     | ツレが5才になりまちて    | - デジタルカメラ邪面（声 - 堀江瞬） - 邪面獣クラウドヒルドン                                                           | 下亜友美   | 渡辺勝也   |
| 4月19日        | エピソード7     | トレーニングを君に       | - オーブン邪面（声 - うえだゆうじ） - フリーザー邪面（声 - 斎賀みつき）（エピソード7） - 邪面獣レーネツダガメス        | 三条陸     | 竹本昇     |
| 4月26日        | エピソード8     | エクスプレス電光石火     | - オーブン邪面（声 - うえだゆうじ） - フリーザー邪面（声 - 斎賀みつき）（エピソード7） - 邪面獣レーネツダガメス        | 三条陸     | 竹本昇     |
| 5月03日        | エピソード9     | わが青春のかるた道       | - ヒャクニンイッシュ邪面（声 - 上田燿司） - 邪面獣ヘイアンキョウバスラ                                                 | 荒川稔久   | 山口恭平   |
| 5月10日        | エピソード10    | 時雨おいかける少女       | - ミュージック邪面（声 - 松田健一郎） - 邪面獣ステージシェルガ                                                         | 荒川稔久   | 山口恭平   |
| 6月21日        | エピソード11    | 時がクルリと             | - リセットボタン邪面（声 - 浜添伸也） - 邪面獣ハッシャボタンリガニー                                                   | 井上テテ   | 渡辺勝也   |
| 6月28日        | エピソード12    | ワンダードリルの快男児   | - インセキ邪面（声 - 天田益男） - モンストーン                                                                         | 荒川稔久   | 渡辺勝也   |
| 7月05日        | エピソード13    | 地底大戦争               | - 邪面獣ハエジゴクシェルガ - モンストーン                                                                              | 荒川稔久   | 加藤弘之   |
| 7月12日        | エピソード14    | 孤高のエース             | - SL邪面（声 - 田中完） - 邪面獣ディーゼルバスラ                                                                       | 下亜友美   | 加藤弘之   |
| 7月19日        | エピソード15    | きけ、宝路の声           | - 邪面獣ワナゲヒルドン - モンストーン                                                                                  | 金子香緒里 | 竹本昇     |
| 7月26日        | エピソード16    | マシュマロワイアル       | - マシュマロ邪面（声 - 小野坂昌也） - 邪面獣ハッシャリガニー                                                           | 井上テテ   | 竹本昇     |
| 8月02日        | エピソード17    | 洋館の奇石               | - モグラタタキ邪面（人間態（謎の男）、声 - 村岡弘之） - 邪面獣ハンマーバスラ                                           | 三条陸     | 渡辺勝也   |
| 8月09日        | エピソード18    | 闇落ち                   | - 邪悪モンストーン - 邪悪キラメイシルバー                                                                              | 三条陸     | 渡辺勝也   |
| 8月16日        | エピソード19    | 相棒                     | - スミカエ邪面（声 - 下和田ヒロキ） - 邪面獣ジュウタクローンダガメス                                                   | 金子香緒里 | 加藤弘之   |
| 8月23日        | エピソード20    | あぶないペア             | - セッチャクザイ邪面（声 - 葉山翔太） - 邪面獣セッチャクザイシェルガ                                                   | 下亜友美   | 加藤弘之   |
| 8月30日        | エピソード21    | 釣れ、ときどき達人       | - ツリザオ邪面 （声 - 佐々健太）（エピソード21） - 邪面獣モーターボートバスラ - ヌマージョ（声 - 幸田直子）            | 荒川稔久   | 坂本浩一   |
| 9月06日        | エピソード22    | 覚悟はいいかそこの魔女   | - ツリザオ邪面 （声 - 佐々健太）（エピソード21） - 邪面獣モーターボートバスラ - ヌマージョ（声 - 幸田直子）            | 荒川稔久   | 坂本浩一   |
| 9月13日        | エピソード23    | マブシーナの母           | - キンコ邪面（声 - 内田直哉） - 邪面獣キンカイリガニー                                                                 | 下亜友美   | 竹本昇     |
| 9月20日        | エピソード24    | バンドしちゃうぞ！       | - スピーカー邪面（声 - 柿原徹也） - 邪面獣ジュークボックスヒルドン                                                     | 井上テテ   | 竹本昇     |
| 9月27日        | エピソード25    | 可愛いあの巫女           | - バクダン邪面（声 - 木村昴） - バクダンV（エピソード26） - 巨大モンストーン                                           | 荒川稔久   | 山口恭平   |
| 10月04日       | エピソード26    | アローな武器にしてくれ   | - バクダン邪面（声 - 木村昴） - バクダンV（エピソード26） - 巨大モンストーン                                           | 荒川稔久   |            |
| 10月11日       | エピソード27    | 大ピンチランナー         | - キョウリョクセッチャクザイ邪面（声 - 矢野正明） - 邪面獣キョウリョクセッチャクザイシェルガ                           | 横手美智子 | 渡辺勝也   |
| 10月18日       | エピソード28    | 時雨泣き                 | - 邪面獣プロジェクターゴモリュウ                                                                                       | 金子香緒里 | 渡辺勝也   |
| 10月25日       | エピソード29    | まぼろしのアタマルド     | - 邪面獣プロジェクターゴモリュウ                                                                                       | 井上テテ   | 渡辺勝也   |
| 11月08日       | エピソード30    | 誇り高き超戦士           | - マネキン邪面（声 - 鳥海浩輔） - 邪面獣トルソーヒルドン                                                               | 下亜友美   | 加藤弘之   |
| 11月15日       | エピソード31    | おもちゃ                 | - 邪面獣ピンチインアウトダガメス                                                                                       | 荒川稔久   | 加藤弘之   |
| 11月22日       | エピソード32    | 小夜に首ったけ           | - ナゾカケ邪面（声 - ねづっち）（エピソード32） - 邪面獣タンクリガニー - 邪面獣センゴクバスラ - 邪面獣シールドシェルガ | 荒川稔久   | 田口清隆   |
| 11月29日       | エピソード33    | 巨獣パニック大激突！     | - ナゾカケ邪面（声 - ねづっち）（エピソード32） - 邪面獣タンクリガニー - 邪面獣センゴクバスラ - 邪面獣シールドシェルガ | 荒川稔久   | 田口清隆   |
| 12月06日       | エピソード34    | 青と黄の熱情             | - | 金子香緒里 | 山口恭平   |
| 12月13日       | エピソード35    | マブシーナ放浪記         | - ゴルフ邪面（声 - 一条和矢） - 邪面獣カートヒルドン - モンストーン                                                    | 井上テテ   | 山口恭平   |
| 12月20日       | エピソード36    | RAP【ラップ】            | - 邪面獣ターンテーブルゴモリュウ                                                                                       | 下亜友美   | 田﨑竜太   |
| 12月27日       | エピソード37    | せな1/5                  | - | 荒川稔久   | 田﨑竜太   |
| 2021年01月10日 | エピソード38    | 叔父の月を見ている       | - ムシバ邪面（声 - 柳原哲也）                                                                                          | 井上テテ   | 竹本昇     |
| 1月17日        | エピソード39    | 皇帝はスナイパー         | - シャドン（声 - 黒田崇矢） - 邪面獣キババスラ                                                                         | 金子香緒里 | 竹本昇     |
| 1月24日        | エピソード40    | 痛む人                   | - ハリガネ邪面 （声 - 大谷秀一郎） - 邪面獣ジイシキシェルガ                                                            | 徳永富彦   | 葉山康一郎 |
| 1月31日        | エピソード41    | ありのままでいたい       | - マネキネコ邪面（声 - 楠大典） - 邪面獣ネコカンリガニー                                                               | 横手美智子 | 葉山康一郎 |
| 2月07日        | エピソード42    | 仁義なき戦い             | - ロードガルザ | 下亜友美   | 渡辺勝也   |
| 2月14日        | エピソード43    | 汚れた英雄               | - ロードガルザ | 荒川稔久   | 渡辺勝也   |
| 2月21日        | エピソード44    | 友よ、静かに眠れ         | - ヨドン皇帝 - ヨドンナ - エンペラーガードベチャット（FINAL）                                                          | 荒川稔久   | 山口恭平   |
| 2月28日        | エピソードFINAL | 君たちがいて輝いた       | - ヨドン皇帝 - ヨドンナ - エンペラーガードベチャット（FINAL）                                                          | 荒川稔久   | 山口恭平   |

- 前述の新作放送延期に伴うエピソード10からエピソード11の間の代替放送は以下の通り[11]。

| 放送日         | サブタイトル                                          | 脚本              | 監督       |
| -------------- | ----------------------------------------------------- | ----------------- | ---------- |
| 2020年05月17日 | 魔進戦隊キラメイジャー エピソードZERO                 | 荒川稔久 下亜友美 | 山口恭平   |
| 5月24日        | 1・2話未公開カット蔵出し いまいちどスタートダッシュSP | 荒川稔久          | 山口恭平   |
| 5月31日        | キラトーーク！ 相方大好き魔進                         | 荒川稔久          | 葉山康一郎 |
| 6月07日        | キラトーーク！ このバトルがスゴイ!!                   | 荒川稔久          | 葉山康一郎 |
| 6月14日        | ガルザとクランチュラのジャメンタル研究所              | 荒川稔久          | 竹本昇     |

## 放送局・インターネット配信
| 放送対象地域              | 放送局                         | 放送期間                      | 系列           | 放送時間                              | 備考 |
| ------------------------- | ------------------------------ | ----------------------------- | -------------- | ------------------------------------- | ---- |
| 日本全域 （一部地域除く） | テレビ朝日系列フルネット全24局 | 2020年3月8日 - 2021年2月28日  | テレビ朝日系列 | 日曜 9:30 - 10:00                     |      |
| 富山県                    | 北日本放送                     | 2020年3月15日 - 2021年3月7日  | 日本テレビ系列 | 日曜 6:30 - 7:00                      |      |
| 徳島県                    | 四国放送                       | 2020年3月20日 - 2021年3月12日 | 日本テレビ系列 | 金曜 10:55 - 11:25                    |      |
| 島根県・鳥取県            | さんいん中央テレビ             | 2020年3月20日 - 2021年3月12日 | フジテレビ系列 | 金曜 16:20 - 16:50 金曜 15:15 - 15:45 |      |
| 宮崎県                    | 宮崎放送                       | 2020年3月21日 - 2021年3月13日 | TBS系列        | 土曜 5:15 - 5:45                      |      |
| 山梨県                    | 山梨放送                       | 2020年3月22日 - 2021年3月14日 | 日本テレビ系列 | 日曜 5:30 - 6:00 日曜 5:45 - 6:15     |      |
| 福井県                    | 福井テレビ                     | 2020年3月22日 - 2021年3月14日 | フジテレビ系列 | 日曜 5:30 - 6:00                      |      |
| 高知県                    | テレビ高知                     | 2020年3月22日 - 2021年3月14日 | TBS系列        | 日曜 6:15 - 6:45                      |      |

インターネット配信
| 配信対象地域 | 配信先               | 更新期間       | 更新時間          | 備考                                           |
| ------------ | -------------------- | -------------- | ----------------- | ---------------------------------------------- |
| 日本全域     | 東映特撮ファンクラブ | 2020年3月8日 - | 毎週日曜10:00更新 | 配信後は常時配信 1、2話は5月9日まで無料配信    |
| 日本全域     | TELASA               | 2020年3月8日 - | 毎週日曜10:00更新 | 放送後1週間限定配信 1、2話は5月9日まで無料配信 |

また、放送開始を記念してYouTubeの以下のチャンネルにて1、2話の無料配信が行われた。
| 配信対象地域 | 配信先                                  | 更新期間                                 | 更新時間      | 備考                       |
| ------------ | --------------------------------------- | ---------------------------------------- | ------------- | -------------------------- |
| 日本全域     | 東映特撮YouTube Official                | 2020年3月8日（1話） 2020年3月15日（2話） | 日曜10:00更新 | 2020年5月9日までの期間限定 |
| 日本全域     | スーパーヒーロータイム / テレビ朝日公式 | 2020年3月8日（1話） 2020年3月15日（2話） | 日曜10:00更新 | 2020年5月9日までの期間限定 |

## 他媒体展開

### 映画
『魔進戦隊キラメイジャー エピソードZERO』（2020年2月8日公開）
本作品の単独作品。スーパー戦隊シリーズとしては初めて、テレビシリーズ開始以前の出来事を描く一篇となっている。
『魔進戦隊キラメイジャー THE MOVIE ビー・バップ・ドリーム』（2021年2月20日公開）
本作品の単独作品。公開時期に当たるテレビシリーズエピソード41からエピソード44まで、同作品の映像がOPに使用された。
『機界戦隊ゼンカイジャー THE MOVIE 赤い戦い! オール戦隊大集会!!』（2021年2月20日公開）
『機界戦隊ゼンカイジャー』の劇場作品。キラメイレッドが登場。
『セイバー+ゼンカイジャー スーパーヒーロー戦記』（2021年7月22日公開）
仮面ライダー50周年×スーパー戦隊45作品記念作品。キラメイレッド、押切時雨 / キラメイブルー、ヨドン皇帝、ベチャット、SL邪面、ハリガネ邪面が出演。

### Vシネクスト
『魔進戦隊キラメイジャーVSリュウソウジャー』
2021年4月29日劇場公開。同年8月4日DVD・Blu-ray発売。
『テン・ゴーカイジャー』
『海賊戦隊ゴーカイジャー』の劇場作品。2021年11月12日劇場公開。クリスタリア宝路が登場。
『機界戦隊ゼンカイジャーVSキラメイジャーVSセンパイジャー』
2022年4月29日劇場公開。同年9月28日DVD・Blu-ray発売。

### スピンオフ
『ヨドンナ』
2021年8月8日より東映特撮ファンクラブで配信されたスピンオフ。悪の幹部を主人公としたスピンオフはスーパー戦隊シリーズでは史上初となる。33分。2021年9月4日、ニッショーホールにて後述の『ヨドンナ2』とともに劇場公開された。
- 東映特撮ファンクラブは大人の男性が多く会員となっていたことから、『ハーレイ・クインの華麗なる覚醒 BIRDS OF PREY』のように大人のファン向けの作品となった。「配信でしか観られない内容にしてほしい」というTTFC側からのオーダーから、地上波では流せない内容としてバイオレンスやお色気、ヤクザの臓器売買をすることとなり、出血や首を折ってトドメを刺すなどの描写も入れている。監督の坂本は、『キングスマン』や『キックアス』ような方向性のアクションのスタイルとなり、首や腕を折ったり、銃で撃ち抜くなどハリウッド映画のようなアプローチで構成したという。序盤で登場する邪面師は最終話近くに登場し、使用可能であったものを選んでいる。

あらすじ
ヨドンヘイムの死者の魂を消滅させるのか、天国＝ヨドンヘブンへ送るのかを審判するヨドンヘブン魂管理局へと流れ着いたヨドンナは肉体を持たない魂のみの存在であったが、審判者ヘルンの言葉を聞かずに生物の生命エネルギーを吸収して生き返ることが可能な転生装置を強奪して、執行人モーズの持つ槍の力で現世に戻ってくる。そして、実体化するために生命エネルギーを強い者である充瑠から奪おうとするが、たまたま居合わせた瑞希に装置を使ったことで彼女と繋がり、彼女の体に入ることに。だが、瑞希は自身の兄で違法取引を捜査する刑事の章介とその証拠を撮影したスマホが入れ替わってしまったことで、メイド喫茶「ハイキョ」を営む裏で客から奪った臓器で売買を行う暴力団の口縄組に狙われることになる。生命エネルギーを奪い尽くすまでの6時間の間に瑞希が死ぬと消滅してしまうヨドンナは彼女の体を借りて、章介を拉致した口縄組の用心棒たちを撃退するが、口縄組に情報を流していたのは、章介の上司である江ノ島であった。
キャスト
- ヨドンナ - 桃月なしこ
- 柿原瑞希 - 西葉瑞希
- 柿原章介 - 岸洋佑
- 西之浦矢那子 - 伊澤彩織
- 頭尾 - 才川コージ
- 嶋佐 - 島津健太郎
- マカロン - 天使もえ
- 苺大福 - 二階堂夢
- 取引相手 - ジャッキーちゃん
- 常連客A - 村岡弘之
- 常連客B - 寺本翔悟
- 熱田充瑠 - 小宮璃央（友情出演）
- 射水為朝 - 木原瑠生（友情出演）
- 江ノ島徹 - 神尾佑
- 鯨咲秀樹 - 石黒英雄

声の出演
- モーズ - 神谷浩史
- ヘルン - 江川央生
- ダチュラ - 高戸靖広

スタッフ
- 原作 - 八手三郎
- 脚本 - 井上テテ
- 音楽 - 松本淳一
- 撮影 - 相葉実
- 照明 - 柴田守
- 美術 - 岡村匡一
- 録音 - 久野貴司
- 編集 - 若松広大
- スクリプター - 高山秀子
- 整音・選曲 - 宮葉勝行
- 音響効果 - 桑原秀綱（SoundRound）
- アクションコーディネーター - 岩上弘数・松岡航平（Bos Action Unity）
- 助監督 - 葉山康一郎
- 制作担当 - 伊藤渉
- ラインプロデューサー - 青柳夕子
- キャラクターデザイン - K-SuKe
- プロデューサー - 塚田英明・望月卓（東映）
- 企画 - 小池健之・園田圭吾（東映）、渕勇二・斎藤純弥（テレビ朝日）、車古光一・野上理恵（バンダイナムコマーケティング）
- 監督・アクション監督 - 坂本浩一
- 製作 - 東映特撮ファンクラブ（東映、テレビ朝日、バンダイナムコマーケティング）

挿入歌「キラフル ミラクル キラメイジャー」
作詩 - 藤林聖子 / 作曲 - 岩崎貴文 / 編曲 - 籠島裕昌 / 歌 - 出口たかし / 振付 - 幸

『ヨドンナ2』
2021年9月12日より東映特撮ファンクラブで配信されたスピンオフ作品。
あらすじ
瑞希を通じて喜怒哀楽の感情を知ったヨドンナであったが、哀しみの感情を知ったことでフリーズ状態となってしまう。一方、瑞希も父親代わりであった江ノ島が裏切っていたことを知り、悲しむ。だがそこに魂管理局からモーズが汚名返上のために到着し、江ノ島を消してしまう。瑞希の危機に怒りの感情を爆発させたヨドンナが復活し、瑞希を口縄組から守る。だが、モーズは瑞希にヨドンナの目的を告げ、ヨドンナを連れ戻すため、ヨドンナの鞭で、口縄組組長の鯨咲秀樹をパワーアップさせてしまうのだった。現実世界でようやく出会えたヨドンナと瑞希であったが、自然な笑顔を瑞希に見せたヨドンナは消滅してしまう。ヨドンナは再度ヘルンと対峙し、彼の真意を知る。一方、充瑠とともに約束の場所へと笑顔で向かう瑞希といた為朝の身に何かが起ころうとしていた。
キャスト
- ヨドンナ - 桃月なしこ
- 柿原瑞希 - 西葉瑞希
- 柿原章介 - 岸洋佑
- 西之浦矢那子 - 伊澤彩織
- 嶋佐 - 島津健太郎
- 熱田充瑠 - 小宮璃央（友情出演）
- 射水為朝 - 木原瑠生（友情出演）
- 江ノ島徹 - 神尾佑
- 鯨咲秀樹 - 石黒英雄

声の出演
- モーズ - 神谷浩史
- ヘルン - 江川央生

スタッフ
- 原作 - 八手三郎
- 脚本 - 井上テテ
- 音楽 - 松本淳一
- 撮影 - 相葉実
- 照明 - 柴田守
- 美術 - 岡村匡一
- 録音 - 久野貴司
- 編集 - 若松広大
- スクリプター - 高山秀子
- 整音・選曲 - 宮葉勝行
- 音響効果 - 桑原秀綱（SoundRound）
- アクションコーディネーター - 岩上弘数・松岡航平（Bos Action Unity）
- 助監督 - 葉山康一郎
- 制作担当 - 伊藤渉
- ラインプロデューサー - 青柳夕子
- キャラクターデザイン - K-SuKe
- プロデューサー - 塚田英明・望月卓（東映）
- 企画 - 小池健之・園田圭吾（東映）、渕勇二・斎藤純弥（テレビ朝日）、車古光一・野上理恵（バンダイナムコマーケティング）
- 監督・アクション監督 - 坂本浩一

エンディング・テーマ「キラフル ミラクル キラメイジャー」
作詩 - 藤林聖子 / 作曲 - 岩崎貴文 / 編曲 - 籠島裕昌 / 歌 - 出口たかし / 振付 - 幸

『ヨドンナ3 ヨドンナのバレンタイン』
2023年3月5日より東映特撮ファンクラブで配信されたスピンオフ作品で、『ヨドンナ』の続編となっている。
登場人物

ハニドラ
ヨドン教団の教祖で、ヨドン皇帝の復活を目論む。弓愛心ヨゴレンボーが武器で、巧みな体術で戦う。
キャスト
- ヨドンナ - 桃月なしこ
- ミコ - 森日菜美
- 射水為朝 - 木原瑠生
- 押切時雨 - 水石亜飛夢
- 和香 - 眞嶋優
- 愛理 - 都丸紗也華
- イケメン - 濱尾ノリタカ
- 女の子1 - 井坂仁美
- 女の子2 - 鷲見友美ジェナ

声の出演
- ハニドラ - 宮寺智子
- ヘルン - 江川央生
- モーズ - 神谷浩史
- ケロンチュラ - 高戸靖広
- シュンカンセッチャクザイ邪面 - 高岩泰声
- カメラ邪面 - 宇野翔真

スタッフ
- 原作 - 八手三郎
- 脚本 - 井上テテ
- 音楽 - 松本淳一
- 撮影 - 百瀬修司
- 照明 - 太田博
- 美術 - 山下修侍
- 録音 - 高島良太
- 編集 - 目見田健
- アクションコーディネーター - 和田三四郎（B.O.S Action Unity）
- スクリプター - 山室佳代
- 助監督 - 作野良輔
- 制作担当 - 中島嘉隆
- ラインプロデューサー - 道木広志
- キャラクターデザイン - K-SuKe
- 選曲 - 宮葉勝行
- 整音 - 山口満大
- 音響効果 - 桑原秀綱
- 制作プロダクション - 東映テレビ・プロダクション
- プロデューサー - 塚田英明・望月卓（東映）
- 監督・アクション監督 - 坂本浩一
- 製作 - 東映特撮ファンクラブ

主題歌「不滅のヨドンナ」
作詞 - 藤林聖子 / 作曲・編曲 - 渡部チェル / 歌 - ヨドンナ（桃月なしこ）
エンディングテーマ「キラフル ミラクル キラメイジャー」
作詩 - 藤林聖子 / 作曲 - 岩崎貴文 / 編曲 - 籠島裕昌 / 歌 - 出口たかし / ダンス振付・指導 - ミユキニシジマ

『ヨドンナ THE FINAL』
2024年3月3日より東映特撮ファンクラブで配信されたスピンオフ作品で、「ヨドンナ」シリーズの完結編である。
キャスト
- ヨドンナ - 桃月なしこ
- ローズ - アンジェラ芽衣
- サルビア - 十味
- マーガレット - 新谷姫加
- ダリア - まるぴ
- 寒山 - 青柳尊哉
- 鴨志田 - 富田翔
- 大野 - 阿部薫
- エリ - ミユキニシジマ
- 支店長 - 水野直
- バッサー - 松本寛也

スタッフ
- 原作 - 八手三郎
- 脚本 - 井上テテ
- 音楽 - 松本淳一
- 撮影 - 百瀬修司
- 照明 - 太田博
- 美術 - 山下修侍
- 録音 - 高島良太
- 編集 - 目見田健
- アクションコーディネーター - 和田三四郎（B.O.S Action Unity）
- スクリプター - 山室佳代
- 助監督 - 作野良輔
- 制作担当 - 中島嘉隆
- ラインプロデューサー - 道木広志
- キャラクターデザイン - K-SuKe
- 選曲 - 宮葉勝行
- 整音 - 山口満大
- 音響効果 - 桑原秀綱
- 製作プロダクション - 東映テレビ・プロダクション
- プロデューサー - 塚田英明・望月卓（東映）
- 監督・アクション監督 - 坂本浩一
- 製作 - 東映特撮ファンクラブ

主題歌「不滅のヨドンナ」
作詞 - 藤林聖子 / 作曲・編曲 - 渡部チェル / 歌 - ヨドンナ（桃月なしこ）
エンディングテーマ「キラフル ミラクル キラメイジャー」
作詩 - 藤林聖子 / 作曲 - 岩崎貴文 / 編曲 - 籠島裕昌 / 歌 - 出口たかし / ダンス振付・指導 - ミユキニシジマ

### Web動画
『魔進戦隊キラメイジャー キラメキムービー』
2020年3月8日より、YouTubeバンダイ公式チャンネルで配信の短編ドラマ。
| サブタイトル                  | 配信日        |
| ----------------------------- | ------------- |
| キラメキムービー Vol.1[235]   | 2020年 3月8日 |
| キラメキムービー Vol.2[236]   | 3月22日       |
| ワンダーキラメキムービー[237] | 7月17日       |

### スピンオフアニメ
『ましんむかしばなし劇場』
2020年6月7日より、東映特撮YouTube Officialで配信されたスピンオフショートアニメ。全5話。昔話風で語り手は全役1人で演じている。
- 企画 - 東映・東映エージエンシー
- 制作 - サンドランチ
- 魔進イラスト - K-SuKe
- ほかイラスト - うさぎぶぶひめ
- 音楽 - 出口博之

| 話数  | サブタイトル            | 語り手     | 配信日        |
| ----- | ----------------------- | ---------- | ------------- |
| 第1弾 | ももたろう[239]         | 鈴村健一   | 2020年 6月7日 |
| 第2弾 | うらしまたろう[240]     | 岩田光央   | 6月27日       |
| 第3弾 | きたかぜとタイヨウ[241] | 大河元気   | 7月5日        |
| 第4弾 | さんびきのこぶた[242]   | 赤羽根健治 | 7月18日       |
| 第5弾 | シンデレラ[243]         | 長久友紀   | 7月23日       |

### ミニヒーローショー
『魔進戦隊キラメイジャー オリジナルミニヒーローショー』
2020年8月2日より東映特撮YouTube Officialで配信されたWebドラマ。シアターGロッソ全面協力のもと制作された完全新作作品。7月中旬に無観客で撮影、シアターGロッソで開催されるショーの内容とは異なる。

### 交通安全教材
『魔進戦隊キラメイジャーの交通安全』
東映 教育映像部製作の幼児・小学校低学年向け交通安全教材DVD。2020年9月より官公庁・事業所などでの貸出し、非営利上映を行うことを前提として販売。上映時間19分。キラメイジャー3人（レッド、イエロー、グリーン）が翔と莉の2人に交通ルールを教える話。
- 脚本 - 松島恵利子
- 監督 - 村井隼人
- 制作 - 東映シーエム
- 企画・製作 - 東映 教育映像部

### ボイスコンテンツ
『ヨドンナ〜耳きゅん編』
2021年8月8日に、ASMRボイスマーケットアプリ『耳きゅん』（運営：バンダイナムコライツマーケティング、2022年3月24日サービス終了）で販売していたヨドンナがメインのボイスコンテンツ。全6話。また第1話を東映特撮ファンクラブでも配信。監修：塚田英明、脚本：荒川稔久。ASMRのためヘッドホン使用を奨励している。
| 話数 | サブタイトル       |
| ---- | ------------------ |
| 1    | ヨドンナの特訓     |
| 2    | ヨドンナの子育て   |
| 3    | ヨドンナの甘い策略 |
| 4    | ヨドンナの激闘     |
| 5    | ヨドンナのお仕置き |
| 6    | ヨドンナの験担ぎ   |

### 特番
『魔進戦隊キラメイジャー放送スタート記念！ 歴代全43スーパー戦隊マシン・ロボ大出撃!!』
2020年3月26日から3月30日まで、CS放送のテレ朝チャンネル1で全5回放送。本作品の本放送開始を記念し、『秘密戦隊ゴレンジャー』から『騎士竜戦隊リュウソウジャー』までの歴代の戦隊マシン&ロボを特集した特別番組である。

### コラボ動画
『スーパー戦隊になるとどうなるのか？』
YouTubeアニメ『テイコウペンギン』と本作品とのコラボ動画が、2020年4月18日に配信。テイペンのキャラがキラメイジャーに扮するが、アニメ中にキラメイジャーは登場しない。

### ゲームアプリ
スーパー戦隊大集結！君のヒーローをみつけよう！
歴代スーパー戦隊が登場するアプリ。
キラメイジャーと迷路ゲーム
2020年4月21日より配信。
戦姫絶唱シンフォギアXD UNLIMITED
ブシモより配信されているスマートフォン用ゲームアプリ。2021年1月31日から2月15日まで、本作品とのコラボイベントが開催された。